# Puchar Świata w skokach narciarskich 2015/2016
Puchar Świata w skokach narciarskich 2015/2016 – 37. edycja Pucharu Świata mężczyzn w skokach narciarskich, która rozpoczęła się 21 listopada 2015 na skoczni Vogtland Arena w niemieckim Klingenthal, a zakończyła 20 marca 2016 na Letalnicy w słoweńskiej Planicy. W terminarzu, który został zatwierdzony w czerwcu 2015 w bułgarskiej Warnie, znalazło się 31 konkursów indywidualnych (w tym 4 w lotach narciarskich) oraz 6 konkursów drużynowych (w tym 1 w lotach narciarskich).
Z powodu niekorzystnych warunków atmosferycznych doszło do kilku zmian w kalendarzu PŚ:
- konkurs w Ruce zaplanowany na 27 listopada 2015 został początkowo przeniesiony na sobotę 28 listopada i ograniczony do jednej serii, a potem został odwołany, razem z drugim planowanym konkursem[2][3] – w ich miejsce zostały rozegrane dodatkowe zawody indywidualne w Lahti[4];
- konkursy w Lillehammer zostały przeniesione na skocznię HS100, a pierwszy z nich (5 grudnia 2015) został ograniczony do jednej serii;
- w Willingen odbyła się tylko jedna seria zawodów drużynowych;
- konkurs w Oslo (Holmenkollbakken) zaplanowany na 7 lutego 2016 odwołano[5] – w jego miejsce rozegrano dodatkowe zawody indywidualne w Vikersund[6];
- w Lahti odwołano konkurs drużynowy[7], a drugi konkurs indywidualny w został przeniesiony na skocznię HS100[8]. Konkurs drużynowy przesunięto do Kuopio[9].
- w Wiśle odwołano drugi konkurs indywidualny[10].
- w Titisee-Neustadt nie odbył się drugi konkurs indywidualny[11]. W jego miejsce zaplanowano dodatkowe zawody indywidualne w Planicy[12].

Na terenie Austrii, w Tauplitz/Bad Mitterndorf, w dniach 15–17 stycznia 2016, odbyły się Mistrzostwa Świata w Lotach Narciarskich 2016, które nie były zaliczane do klasyfikacji generalnej Pucharu Świata i Pucharu Narodów.

## Zwycięzcy

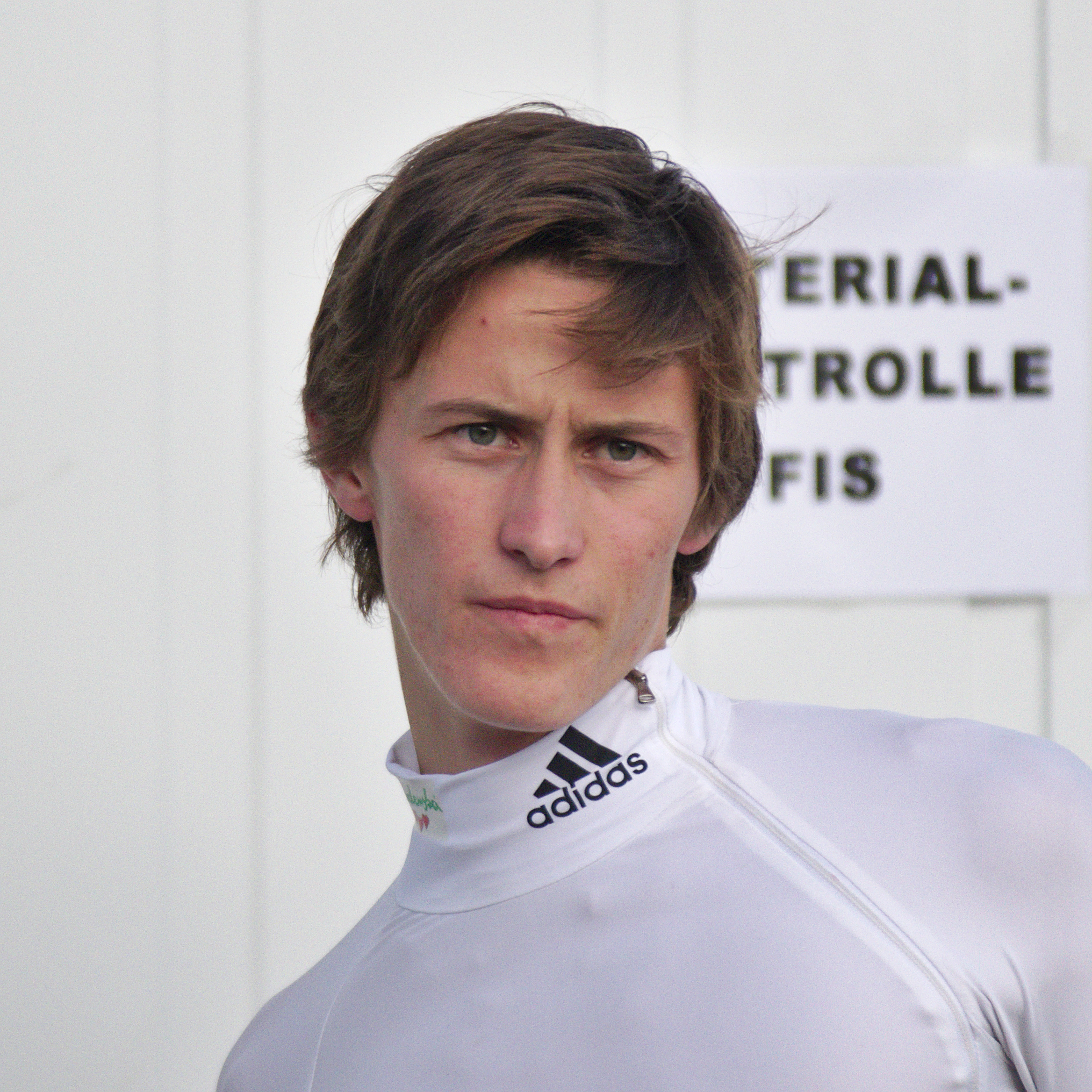
Peter Prevc zdobywca Kryształowej Kuli za zwycięstwo w klasyfikacji generalnej Pucharu Świata, a także triumfator klasyfikacji generalnej Pucharu Świata w lotach narciarskich oraz Turnieju Czterech Skoczni
Reprezentacja Norwegii, zwycięzca klasyfikacji Pucharu Narodów

## Kalendarz zawodów
| Lp.                                                                                             | Data                                                                  | Miejscowość                                                           | HS                                                                    | Szczegóły                                                             | Uwagi                                                                 | 1. miejsce                                                                                   | 2. miejsce                                                                                    | 3. miejsce                                                                            |
| ----------------------------------------------------------------------------------------------- | --------------------------------------------------------------------- | --------------------------------------------------------------------- | --------------------------------------------------------------------- | --------------------------------------------------------------------- | --------------------------------------------------------------------- | -------------------------------------------------------------------------------------------- | --------------------------------------------------------------------------------------------- | ------------------------------------------------------------------------------------- |
| 1.                                                                                              | 21 listopada 2015                                                     | Klingenthal                                                           | HS140                                                                 | szczegóły                                                             | nocny, druż.                                                          | Niemcy 1. Andreas Wellinger 2. Andreas Wank 3. Richard Freitag 4. Severin Freund             | Słowenia 1. Domen Prevc 2. Jurij Tepeš 3. Anže Lanišek 4. Peter Prevc                         | Austria 1. Michael Hayböck 2. Gregor Schlierenzauer 3. Manuel Fettner 4. Stefan Kraft |
| 2.                                                                                              | 22 listopada 2015                                                     | Klingenthal                                                           | HS140                                                                 | szczegóły                                                             | –                                                                     | Daniel-André Tande                                                                           | Peter Prevc                                                                                   | Severin Freund                                                                        |
|                                                                                                 | 28 listopada 2015                                                     | Ruka                                                                  | HS142                                                                 | szczegóły                                                             | nocny                                                                 | odwołany                                                                                     | odwołany                                                                                      | odwołany                                                                              |
|                                                                                                 | 28 listopada 2015                                                     | Ruka                                                                  | HS142                                                                 | szczegóły                                                             | nocny                                                                 | odwołany                                                                                     | odwołany                                                                                      | odwołany                                                                              |
| 3.                                                                                              | 5 grudnia 2015                                                        | Lillehammer                                                           | HS100                                                                 | szczegóły                                                             | nocny                                                                 | Severin Freund                                                                               | Kenneth Gangnes                                                                               | Andreas Stjernen                                                                      |
| 4.                                                                                              | 6 grudnia 2015                                                        | Lillehammer                                                           | HS100                                                                 | szczegóły                                                             | –                                                                     | Kenneth Gangnes                                                                              | Peter Prevc                                                                                   | Johann André Forfang                                                                  |
| 5.                                                                                              | 12 grudnia 2015                                                       | Niżny Tagił                                                           | HS134                                                                 | szczegóły                                                             | nocny                                                                 | Severin Freund                                                                               | Peter Prevc                                                                                   | Joachim Hauer                                                                         |
| 6.                                                                                              | 13 grudnia 2015                                                       | Niżny Tagił                                                           | HS134                                                                 | szczegóły                                                             | nocny                                                                 | Peter Prevc                                                                                  | Michael Hayböck                                                                               | Johann André Forfang                                                                  |
| 7.                                                                                              | 19 grudnia 2015                                                       | Engelberg                                                             | HS137                                                                 | szczegóły                                                             | –                                                                     | Peter Prevc                                                                                  | Domen Prevc                                                                                   | Noriaki Kasai                                                                         |
| 8.                                                                                              | 20 grudnia 2015                                                       | Engelberg                                                             | HS137                                                                 | szczegóły                                                             | –                                                                     | Peter Prevc                                                                                  | Michael Hayböck                                                                               | Kenneth Gangnes                                                                       |
| 9.                                                                                              | 29 grudnia 2015                                                       | Oberstdorf                                                            | HS137                                                                 | szczegóły                                                             | TCS, nocny                                                            | Severin Freund                                                                               | Michael Hayböck                                                                               | Peter Prevc                                                                           |
| 10.                                                                                             | 1 stycznia 2016                                                       | Garmisch-Partenkirchen                                                | HS140                                                                 | szczegóły                                                             | TCS                                                                   | Peter Prevc                                                                                  | Kenneth Gangnes                                                                               | Severin Freund                                                                        |
| 11.                                                                                             | 3 stycznia 2016                                                       | Innsbruck                                                             | HS130                                                                 | szczegóły                                                             | TCS                                                                   | Peter Prevc                                                                                  | Severin Freund                                                                                | Kenneth Gangnes                                                                       |
| 12.                                                                                             | 6 stycznia 2016                                                       | Bischofshofen                                                         | HS140                                                                 | szczegóły                                                             | TCS, nocny                                                            | Peter Prevc                                                                                  | Severin Freund                                                                                | Michael Hayböck                                                                       |
| 64. Turniej Czterech Skoczni – klasyfikacja końcowa                                             | 64. Turniej Czterech Skoczni – klasyfikacja końcowa                   | 64. Turniej Czterech Skoczni – klasyfikacja końcowa                   | 64. Turniej Czterech Skoczni – klasyfikacja końcowa                   | 64. Turniej Czterech Skoczni – klasyfikacja końcowa                   | 64. Turniej Czterech Skoczni – klasyfikacja końcowa                   | Peter Prevc                                                                                  | Severin Freund                                                                                | Michael Hayböck                                                                       |
| 13.                                                                                             | 9 stycznia 2016                                                       | Willingen                                                             | HS145                                                                 | szczegóły                                                             | nocny, druż.                                                          | Niemcy 1. Andreas Wank 2. Andreas Wellinger 3. Richard Freitag 4. Severin Freund             | Norwegia 1. Andreas Stjernen 2. Daniel-André Tande 3. Kenneth Gangnes 4. Johann André Forfang | Austria 1. Stefan Kraft 2. Manuel Poppinger 3. Manuel Fettner 4. Michael Hayböck      |
| 14.                                                                                             | 10 stycznia 2016                                                      | Willingen                                                             | HS145                                                                 | szczegóły                                                             | –                                                                     | Peter Prevc                                                                                  | Kenneth Gangnes                                                                               | Severin Freund                                                                        |
|                                                                                                 |                                                                       |                                                                       |                                                                       |                                                                       |                                                                       |                                                                                              |                                                                                               |                                                                                       |
| Mistrzostwa Świata w Lotach Narciarskich 2016 • Tauplitz/Bad Mitterndorf, 15 – 17 stycznia 2016 |                                                                       |                                                                       |                                                                       |                                                                       |                                                                       |                                                                                              |                                                                                               |                                                                                       |
|                                                                                                 |                                                                       |                                                                       |                                                                       |                                                                       |                                                                       |                                                                                              |                                                                                               |                                                                                       |
| 15.                                                                                             | 23 stycznia 2016                                                      | Zakopane                                                              | HS134                                                                 | szczegóły                                                             | nocny, druż.                                                          | Norwegia 1. Andreas Stjernen 2. Anders Fannemel 3. Daniel-André Tande 4. Kenneth Gangnes     | Austria 1. Stefan Kraft 2. Manuel Poppinger 3. Manuel Fettner 4. Michael Hayböck              | Polska 1. Andrzej Stękała 2. Maciej Kot 3. Stefan Hula 4. Kamil Stoch                 |
| 16.                                                                                             | 24 stycznia 2016                                                      | Zakopane                                                              | HS134                                                                 | szczegóły                                                             | nocny                                                                 | Stefan Kraft                                                                                 | Michael Hayböck                                                                               | Peter Prevc                                                                           |
| 17.                                                                                             | 30 stycznia 2016                                                      | Sapporo                                                               | HS134                                                                 | szczegóły                                                             | nocny                                                                 | Peter Prevc                                                                                  | Domen Prevc                                                                                   | Robert Kranjec                                                                        |
| 18.                                                                                             | 31 stycznia 2016                                                      | Sapporo                                                               | HS134                                                                 | szczegóły                                                             | –                                                                     | Anders Fannemel                                                                              | Johann André Forfang                                                                          | Noriaki Kasai                                                                         |
| 19.                                                                                             | 6 lutego 2016                                                         | Oslo                                                                  | HS134                                                                 | szczegóły                                                             | nocny, druż.                                                          | Słowenia 1. Jurij Tepeš 2. Domen Prevc 3. Robert Kranjec 4. Peter Prevc                      | Norwegia 1. Daniel-André Tande 2. Anders Fannemel 3. Johann André Forfang 4. Kenneth Gangnes  | Japonia 1. Taku Takeuchi 2. Kento Sakuyama 3. Daiki Itō 4. Noriaki Kasai              |
|                                                                                                 | 7 lutego 2016                                                         | Oslo                                                                  | HS134                                                                 | szczegóły                                                             | [ b ]                                                                 | odwołany                                                                                     | odwołany                                                                                      | odwołany                                                                              |
| 20.                                                                                             | 10 lutego 2016                                                        | Trondheim                                                             | HS140                                                                 | szczegóły                                                             | nocny                                                                 | Peter Prevc                                                                                  | Stefan Kraft                                                                                  | Noriaki Kasai                                                                         |
| 21.                                                                                             | 12 lutego 2016                                                        | Vikersund                                                             | HS225                                                                 | szczegóły                                                             | loty, nocny                                                           | Robert Kranjec                                                                               | Kenneth Gangnes                                                                               | Noriaki Kasai                                                                         |
| 22.                                                                                             | 13 lutego 2016                                                        | Vikersund                                                             | HS225                                                                 | szczegóły                                                             | loty, nocny                                                           | Peter Prevc                                                                                  | Johann André Forfang                                                                          | Robert Kranjec                                                                        |
| 23.                                                                                             | 14 lutego 2016                                                        | Vikersund                                                             | HS225                                                                 | szczegóły                                                             | loty                                                                  | Peter Prevc                                                                                  | Stefan Kraft                                                                                  | Andreas Stjernen                                                                      |
| 24.                                                                                             | 19 lutego 2016                                                        | Lahti                                                                 | HS130                                                                 | szczegóły                                                             | nocny                                                                 | Michael Hayböck                                                                              | Daniel-André Tande                                                                            | Severin Freund                                                                        |
|                                                                                                 | 20 lutego 2016                                                        | Lahti                                                                 | HS130                                                                 | szczegóły                                                             | nocny, druż.                                                          | odwołany                                                                                     | odwołany                                                                                      | odwołany                                                                              |
| 25.                                                                                             | 21 lutego 2016                                                        | Lahti                                                                 | HS100                                                                 | szczegóły                                                             | –                                                                     | Michael Hayböck                                                                              | Karl Geiger                                                                                   | Taku Takeuchi                                                                         |
| 26.                                                                                             | 22 lutego 2016                                                        | Kuopio                                                                | HS127                                                                 | szczegóły                                                             | nocny, druż.                                                          | Norwegia 1. Kenneth Gangnes 2. Daniel-André Tande 3. Anders Fannemel 4. Johann André Forfang | Niemcy 1. Andreas Wank 2. Richard Freitag 3. Andreas Wellinger 4. Severin Freund              | Japonia 1. Taku Takeuchi 2. Kento Sakuyama 3. Daiki Itō 4. Noriaki Kasai              |
| 27.                                                                                             | 23 lutego 2016                                                        | Kuopio                                                                | HS127                                                                 | szczegóły                                                             | nocny                                                                 | Michael Hayböck                                                                              | Daniel-André Tande                                                                            | Stefan Kraft                                                                          |
| 28.                                                                                             | 27 lutego 2016                                                        | Ałmaty                                                                | HS140                                                                 | szczegóły                                                             | nocny                                                                 | Peter Prevc                                                                                  | Michael Hayböck                                                                               | Severin Freund                                                                        |
| 29.                                                                                             | 28 lutego 2016                                                        | Ałmaty                                                                | HS140                                                                 | szczegóły                                                             | nocny                                                                 | Peter Prevc                                                                                  | Severin Freund                                                                                | Daniel-André Tande                                                                    |
| 30.                                                                                             | 4 marca 2016                                                          | Wisła                                                                 | HS134                                                                 | szczegóły                                                             | nocny                                                                 | Roman Koudelka                                                                               | Kenneth Gangnes                                                                               | Noriaki Kasai                                                                         |
|                                                                                                 | 5 marca 2016                                                          | Wisła                                                                 | HS134                                                                 | szczegóły                                                             | nocny                                                                 | odwołany                                                                                     | odwołany                                                                                      | odwołany                                                                              |
| 31.                                                                                             | 12 marca 2016                                                         | Titisee-Neustadt                                                      | HS142                                                                 | szczegóły                                                             | –                                                                     | Johann André Forfang                                                                         | Peter Prevc                                                                                   | Kenneth Gangnes                                                                       |
|                                                                                                 | 13 marca 2016                                                         | Titisee-Neustadt                                                      | HS142                                                                 | szczegóły                                                             | [ b ]                                                                 | odwołany                                                                                     | odwołany                                                                                      | odwołany                                                                              |
| 32.                                                                                             | 17 marca 2016                                                         | Planica                                                               | HS225                                                                 | szczegóły                                                             | loty                                                                  | Peter Prevc                                                                                  | Johann André Forfang                                                                          | Robert Kranjec                                                                        |
| 33.                                                                                             | 18 marca 2016                                                         | Planica                                                               | HS225                                                                 | szczegóły                                                             | loty                                                                  | Robert Kranjec                                                                               | Peter Prevc                                                                                   | Johann André Forfang                                                                  |
| 34.                                                                                             | 19 marca 2016                                                         | Planica                                                               | HS225                                                                 | szczegóły                                                             | loty, druż.                                                           | Norwegia 1. Daniel-André Tande 2. Anders Fannemel 3. Kenneth Gangnes 4. Johann André Forfang | Słowenia 1. Jurij Tepeš 2. Anže Semenič 3. Robert Kranjec 4. Peter Prevc                      | Austria 1. Stefan Kraft 2. Manuel Poppinger 3. Manuel Fettner 4. Michael Hayböck      |
| 35.                                                                                             | 20 marca 2016                                                         | Planica                                                               | HS225                                                                 | szczegóły                                                             | loty                                                                  | Peter Prevc                                                                                  | Robert Kranjec                                                                                | Johann André Forfang                                                                  |
| Puchar Świata w lotach narciarskich 2015/2016 – klasyfikacja końcowa                            | Puchar Świata w lotach narciarskich 2015/2016 – klasyfikacja końcowa  | Puchar Świata w lotach narciarskich 2015/2016 – klasyfikacja końcowa  | Puchar Świata w lotach narciarskich 2015/2016 – klasyfikacja końcowa  | Puchar Świata w lotach narciarskich 2015/2016 – klasyfikacja końcowa  | Puchar Świata w lotach narciarskich 2015/2016 – klasyfikacja końcowa  | Peter Prevc                                                                                  | Robert Kranjec                                                                                | Johann André Forfang                                                                  |
| Puchar Świata w skokach narciarskich 2015/2016 – klasyfikacja końcowa                           | Puchar Świata w skokach narciarskich 2015/2016 – klasyfikacja końcowa | Puchar Świata w skokach narciarskich 2015/2016 – klasyfikacja końcowa | Puchar Świata w skokach narciarskich 2015/2016 – klasyfikacja końcowa | Puchar Świata w skokach narciarskich 2015/2016 – klasyfikacja końcowa | Puchar Świata w skokach narciarskich 2015/2016 – klasyfikacja końcowa | Peter Prevc                                                                                  | Severin Freund                                                                                | Kenneth Gangnes                                                                       |

Legenda:
| zawody indywidualne | zawody drużynowe | Turniej Czterech Skoczni | PŚ w lotach |

## Skocznie
| OberstdorfGa-PaInnsbruckBischofshofen Miejsca zawodów Turnieju Czterech Skoczni | KlingenthalRukaLillehammerEngelbergWillingenZakopaneOsloTrondheimVikersundLahtiKuopioWisłaTitisee-NeustadtPlanica Pozostałe miejsca zawodów w Europie | SapporoNiżny TagiłAłmaty Miejsca zawodów w Azji |

W tabeli podano rekordy skoczni obowiązujące przed rozpoczęciem Pucharu Świata 2015/2016 lub ustanowione bądź wyrównane w trakcie jego trwania (wyróżnione wytłuszczeniem).
| Zdjęcie       | Nazwa skoczni              | Miejscowość            | K     | HS      | Rekord skoczni   | Rekord skoczni        | Rekord skoczni |
| Zdjęcie       | Nazwa skoczni              | Miejscowość            | K     | HS      | Odległość        | Rekordzista           | Data           |
| ------------- | -------------------------- | ---------------------- | ----- | ------- | ---------------- | --------------------- | -------------- |
|               | Vogtland Arena             | Klingenthal            | K125  | HS140   | 146,5 m          | Michael Uhrmann       | 02.02.2011     |
|               | Rukatunturi                | Ruka                   | K120  | HS142   | 147,0 m          | Gregor Schlierenzauer | 01.12.2007     |
|               | Lysgårdsbakken             | Lillehammer            | K90   | HS100   | 107,5 m          | Karl Geiger           | 06.12.2013     |
|               | Aist                       | Niżny Tagił            | K120  | HS134   | 140,0 m          | Johann André Forfang  | 13.12.2015     |
|               | Gross-Titlis-Schanze       | Engelberg              | K125  | HS137   | 142,0 m          | Peter Prevc           | 20.12.2015     |
|               | Schattenbergschanze        | Oberstdorf             | K120  | HS137   | 143,5 m          | Sigurd Pettersen      | 29.12.2003     |
|               | Große Olympiaschanze       | Garmisch-Partenkirchen | K125  | HS140   | 143,5 m          | Simon Ammann          | 01.01.2010     |
|               | Bergisel                   | Innsbruck              | K120  | HS130   | 138,0 m          | Michael Hayböck       | 04.01.2015     |
|               | Paul-Ausserleitner-Schanze | Bischofshofen          | K125  | HS140   | 143,0 m          | Daiki Itō             | 06.01.2005     |
|               | Mühlenkopfschanze          | Willingen              | K130  | HS145   | 152,0 m          | Janne Ahonen          | 09.01.2005     |
| Jurij Tepeš   | Mühlenkopfschanze          | Willingen              | K130  | HS145   | 152,0 m          | 01.02.2014            |                |
|               | Wielka Krokiew             | Zakopane               | K120  | HS134   | 140,5 m          | Simon Ammann          | 23.01.2010     |
|               | Ōkurayama                  | Sapporo                | K120  | HS134   | 143,5 m          | Anders Fannemel       | 31.01.2016     |
|               | Holmenkollbakken           | Oslo                   | K120  | HS134   | 141,0 m          | Andreas Kofler        | 05.03.2011     |
|               | Granåsen                   | Trondheim              | K124  | HS140   | 143,0 m          | Michael Hayböck       | 12.03.2015     |
| Noriaki Kasai | Granåsen                   | Trondheim              | K124  | HS140   | 143,0 m          | 10.02.2016            |                |
|               | Vikersundbakken            | Vikersund              | K200  | HS225   | 251,5 m          | Anders Fannemel       | 15.02.2015     |
|               | Salpausselkä               | Lahti                  | K90   | HS100   | 101,0 m          | Jurij Tepeš           | 03.03.2012     |
| K116          | Salpausselkä               | Lahti                  | HS130 | 135,5 m | Andreas Widhölzl | 04.03.2006            |                |
|               | Puijo                      | Kuopio                 | K120  | HS127   | 136,0 m          | Daniel-André Tande    | 22.02.2016     |
|               | Gornyj Gigant              | Ałmaty                 | K125  | HS140   | 141,5 m          | Severin Freund        | 28.02.2016     |
|               | im. Adama Małysza          | Wisła                  | K120  | HS134   | 139,0 m          | Stefan Kraft          | 08.01.2013     |
|               | Hochfirstschanze           | Titisee-Neustadt       | K125  | HS142   | 148,0 m          | Domen Prevc           | 11.03.2016     |
|               | Letalnica                  | Planica                | K200  | HS225   | 248,5 m          | Peter Prevc           | 20.03.2015     |

## Statystyki indywidualne
| Zawodnik | Klingenthal 22.11 | Lillehammer 5.12 | Lillehammer 6.12 | Niżny Tagił 12.12 | Niżny Tagił 13.12 | Engelberg 19.12 | Engelberg 20.12 | Oberstdorf 29.12 | Garmisch-Partenkirchen 1.01 | Innsbruck 3.01 | Bischofshofen 6.01 | Willingen 10.01 | Zakopane 24.01 | Sapporo 30.01 | Sapporo 31.01 | Trondheim 10.02 | Vikersund 12.02 | Vikersund 13.02 | Vikersund 14.02 | Lahti 19.02 | Lahti 21.02 | Kuopio 23.02 | Ałmaty 27.02 | Ałmaty 28.02 | Wisła 4.03 | Titisee-Neustadt 12.03 | Planica 17.03 | Planica 18.03 | Planica 20.03 |
| Austria | Austria           | Austria          | Austria          | Austria           | Austria           | Austria         | Austria         | Austria          | Austria                     | Austria        | Austria            | Austria         | Austria        | Austria       | Austria       | Austria         | Austria         | Austria         | Austria         | Austria     | Austria     | Austria      | Austria      | Austria      | Austria    | Austria                | Austria       | Austria       | Austria       |
| --- | ----------------- | ---------------- | ---------------- | ----------------- | ----------------- | --------------- | --------------- | ---------------- | --------------------------- | -------------- | ------------------ | --------------- | -------------- | ------------- | ------------- | --------------- | --------------- | --------------- | --------------- | ----------- | ----------- | ------------ | ------------ | ------------ | ---------- | ---------------------- | ------------- | ------------- | ------------- |
| Clemens Aigner | –                 | –                | –                | –                 | –                 | –               | –               | –                | –                           | 29             | 43                 | –               | –              | 40            | q             | –               | –               | –               | –               | –           | –           | –            | –            | –            | –          | –                      | 56            | q             | –             |
| Florian Altenburger | –                 | –                | –                | –                 | –                 | –               | –               | –                | –                           | 45             | 37                 | –               | –              | –             | –             | –               | –               | –               | –               | –           | –           | –            | –            | –            | q          | q                      | –             | –             | –             |
| Philipp Aschenwald | –                 | –                | –                | –                 | –                 | –               | –               | –                | –                           | q              | 29                 | 34              | 22             | 24            | 40            | –               | –               | –               | –               | 38          | 24          | 13           | 28           | 29           | 41         | 37                     | 34            | q             | –             |
| Thomas Diethart | –                 | –                | –                | –                 | –                 | –               | –               | –                | –                           | –              | q                  | –               | –              | –             | –             | –               | –               | –               | –               | –           | –           | –            | –            | –            | –          | –                      | –             | –             | –             |
| Manuel Fettner | q                 | 31               | 22               | 9                 | 14                | 10              | 11              | 20               | 22                          | 26             | 23                 | 32              | 32             | 34            | 8             | 36              | 32              | 31              | 27              | –           | –           | –            | 16           | 19           | 45         | 28                     | 25            | 16            | 19            |
| Michael Hayböck | 18                | 13               | 8                | 28                | 2                 | 9               | 2               | 2                | 5                           | 5              | 3                  | 37              | 2              | –             | –             | 4               | 6               | 8               | 9               | 1           | 1           | 1            | 2            | 5            | 8          | 41                     | 7             | 4             | 6             |
| Thomas Hofer | –                 | –                | –                | –                 | –                 | –               | –               | –                | –                           | –              | –                  | –               | 23             | –             | –             | –               | 22              | 23              | 36              | –           | –           | –            | –            | –            | –          | 31                     | 41            | q             | –             |
| Daniel Huber | –                 | –                | –                | –                 | –                 | –               | –               | –                | –                           | –              | –                  | –               | –              | q             | 35            | –               | –               | –               | –               | –           | –           | –            | –            | –            | –          | –                      | –             | –             | –             |
| Andreas Kofler | 30                | 52               | 37               | –                 | –                 | 13              | 18              | –                | –                           | q              | 26                 | –               | 33             | 15            | 37            | 24              | –               | –               | –               | 42          | 50          | 44           | –            | –            | –          | –                      | –             | –             | –             |
| Stefan Kraft | 6                 | 4                | 14               | 22                | 27                | 7               | 8               | 7                | 9                           | 11             | 4                  | 4               | 1              | –             | –             | 2               | 5               | 6               | 2               | 11          | 8           | 3            | 11           | 4            | 21         | 22                     | 10            | 12            | 10            |
| Manuel Poppinger | 24                | 10               | 27               | 32                | q                 | 19              | 12              | 35               | 42                          | q              | 27                 | 26              | 19             | –             | –             | 16              | 17              | 16              | 20              | 20          | 26          | 34           | 14           | 35           | 39         | –                      | 22            | 22            | 22            |
| Markus Schiffner | –                 | –                | –                | 38                | 38                | 47              | 24              | –                | –                           | 40             | 42                 | –               | –              | 33            | 38            | –               | –               | –               | –               | –           | –           | –            | –            | –            | –          | –                      | –             | –             | –             |
| Gregor Schlierenzauer | 17                | 14               | 20               | –                 | –                 | –               | –               | 31               | 21                          | 33             | –                  | –               | –              | –             | –             | –               | –               | –               | –               | –           | –           | –            | –            | –            | –          | –                      | –             | –             | –             |
| Elias Tollinger | –                 | –                | –                | –                 | –                 | –               | –               | –                | –                           | 37             | 39                 | –               | –              | 45            | 34            | –               | –               | –               | –               | –           | –           | –            | –            | –            | –          | –                      | –             | –             | –             |
| Ulrich Wohlgenannt | –                 | –                | –                | –                 | –                 | –               | –               | –                | –                           | –              | –                  | –               | –              | –             | –             | –               | –               | –               | –               | –           | –           | –            | –            | –            | q          | 43                     | –             | –             | –             |
| Bułgaria |                   |                  |                  |                   |                   |                 |                 |                  |                             |                |                    |                 |                |               |               |                 |                 |                 |                 |             |             |              |              |              |            |                        |               |               |               |
| Władimir Zografski | q                 | 25               | q                | –                 | –                 | q               | 44              | q                | 46                          | 42             | 47                 | –               | q              | q             | q             | –               | –               | –               | –               | q           | q           | 48           | –            | –            | q          | q                      | –             | –             | –             |
| Czechy |                   |                  |                  |                   |                   |                 |                 |                  |                             |                |                    |                 |                |               |               |                 |                 |                 |                 |             |             |              |              |              |            |                        |               |               |               |
| Lukáš Hlava | 43                | 54               | 25               | 21                | 15                | 32              | 17              | 43               | 25                          | 20             | 36                 | 35              | –              | q             | 24            | –               | –               | –               | –               | 38          | 21          | 35           | 36           | 34           | 29         | 31                     | 24            | 38            | –             |
| Jakub Janda | 19                | 17               | 9                | 20                | 26                | dsq             | 46              | 22               | 27                          | 32             | 12                 | 12              | 29             | –             | –             | 22              | –               | –               | –               | 24          | 14          | q            | 34           | 36           | 43         | –                      | –             | –             | –             |
| Roman Koudelka | 23                | 8                | 4                | 14                | 32                | 11              | 13              | 24               | 8                           | 13             | 14                 | 10              | 9              | 7             | 18            | 32              | 46              | 20              | 37              | 9           | 4           | 20           | 9            | 12           | 1          | 17                     | 17            | 11            | 18            |
| Čestmír Kožíšek | –                 | –                | –                | –                 | –                 | –               | –               | –                | –                           | –              | –                  | –               | 30             | –             | –             | 42              | 27              | q               | 29              | –           | –           | –            | –            | –            | –          | –                      | –             | –             | –             |
| Jan Matura | 26                | 56               | q                | 30                | 34                | 39              | 31              | q                | 28                          | 15             | 25                 | 11              | 26             | q             | 44            | 14              | 31              | q               | 37              | 36          | q           | 23           | 43           | 23           | 27         | 15                     | 37            | 32            | 27            |
| Viktor Polášek | –                 | –                | –                | –                 | –                 | –               | –               | –                | –                           | –              | –                  | –               | –              | –             | –             | –               | –               | –               | –               | –           | –           | –            | –            | –            | –          | q                      | –             | –             | –             |
| Tomáš Vančura | –                 | –                | –                | –                 | –                 | –               | –               | –                | –                           | –              | –                  | –               | –              | 37            | 28            | –               | 33              | q               | 31              | –           | –           | –            | –            | –            | –          | –                      | 43            | q             | –             |
| Estonia |                   |                  |                  |                   |                   |                 |                 |                  |                             |                |                    |                 |                |               |               |                 |                 |                 |                 |             |             |              |              |              |            |                        |               |               |               |
| Martti Nõmme | q                 | 60               | q                | –                 | –                 | q               | q               | q                | q                           | q              | q                  | –               | –              | –             | –             | q               | 61              | q               | q               | q           | 45          | q            | –            | –            | –          | q                      | –             | –             | –             |
| Finlandia |                   |                  |                  |                   |                   |                 |                 |                  |                             |                |                    |                 |                |               |               |                 |                 |                 |                 |             |             |              |              |              |            |                        |               |               |               |
| Antti Aalto | –                 | –                | –                | –                 | –                 | –               | –               | –                | –                           | –              | –                  | –               | –              | q             | 48            | –               | –               | –               | –               | –           | q           | –            | –            | –            | –          | –                      | –             | –             | –             |
| Janne Ahonen | 41                | –                | –                | –                 | –                 | –               | –               | –                | –                           | –              | –                  | –               | –              | –             | –             | –               | –               | –               | –               | q           | 43          | –            | –            | –            | –          | –                      | –             | –             | –             |
| Andreas Alamommo | –                 | –                | –                | –                 | –                 | –               | –               | –                | –                           | –              | q                  | –               | –              | –             | –             | –               | –               | –               | –               | q           | –           | –            | –            | –            | –          | –                      | –             | –             | –             |
| Lauri Asikainen | 27                | 7                | q                | 29                | 33                | q               | 41              | q                | q                           | –              | –                  | 44              | –              | –             | –             | –               | –               | –               | –               | 50          | 37          | 46           | –            | –            | 48         | 50                     | 55            | q             | –             |
| Niko Kytösaho | –                 | –                | –                | –                 | –                 | –               | –               | –                | –                           | –              | –                  | –               | –              | –             | –             | –               | –               | –               | –               | 48          | q           | –            | –            | –            | –          | q                      | –             | –             | –             |
| Ville Larinto | q                 | 42               | 43               | –                 | –                 | 49              | 36              | 40               | 48                          | 38             | q                  | 17              | 49             | 41            | q             | –               | –               | –               | –               | 36          | 48          | 42           | –            | –            | 34         | 48                     | 38            | 39            | –             |
| Jarkko Määttä | –                 | 59               | q                | –                 | –                 | –               | –               | –                | –                           | –              | –                  | q               | 46             | –             | –             | –               | –               | –               | –               | 49          | q           | 49           | –            | –            | –          | –                      | 62            | q             | –             |
| Eetu Nousiainen | –                 | –                | –                | –                 | –                 | –               | –               | –                | –                           | –              | –                  | –               | –              | –             | –             | –               | –               | –               | –               | q           | –           | –            | –            | –            | –          | –                      | –             | –             | –             |
| Juho Ojala | –                 | –                | –                | –                 | –                 | –               | –               | –                | –                           | –              | –                  | –               | –              | q             | q             | –               | –               | –               | –               | q           | 44          | 50           | –            | –            | –          | –                      | –             | –             | –             |
| Harri Olli | dsq               | 62               | q                | q                 | 41                | q               | q               | q                | q                           | –              | –                  | 39              | q              | –             | –             | –               | –               | –               | –               | q           | q           | –            | –            | –            | –          | –                      | –             | –             | –             |
| Ossi-Pekka Valta | –                 | –                | –                | –                 | –                 | –               | –               | –                | –                           | –              | –                  | –               | –              | –             | –             | –               | –               | –               | –               | –           | q           | –            | –            | –            | –          | –                      | –             | –             | –             |
| Elias Vänskä | –                 | –                | –                | –                 | –                 | –               | –               | –                | –                           | –              | –                  | –               | –              | –             | –             | –               | –               | –               | –               | –           | –           | –            | –            | –            | –          | –                      | –             | –             | –             |
| Francja |                   |                  |                  |                   |                   |                 |                 |                  |                             |                |                    |                 |                |               |               |                 |                 |                 |                 |             |             |              |              |              |            |                        |               |               |               |
| Paul Brasme | –                 | –                | –                | –                 | –                 | –               | –               | –                | –                           | –              | –                  | –               | –              | –             | –             | –               | –               | –               | –               | –           | –           | –            | –            | –            | –          | q                      | –             | –             | –             |
| Vincent Descombes Sevoie | 45                | 53               | 32               | 17                | q                 | q               | q               | 17               | 19                          | 14             | 16                 | 15              | –              | 23            | 19            | 33              | 33              | 25              | 25              | 30          | 25          | 17           | 12           | 31           | 22         | 21                     | 23            | 29            | 20            |
| Ronan Lamy Chappuis | 28                | dsq              | 41               | 34                | 23                | 29              | 23              | q                | 34                          | 28             | 31                 | 40              | –              | –             | –             | q               | 55              | q               | q               | q           | q           | 37           | 32           | 49           | –          | 42                     | –             | –             | –             |
| Japonia |                   |                  |                  |                   |                   |                 |                 |                  |                             |                |                    |                 |                |               |               |                 |                 |                 |                 |             |             |              |              |              |            |                        |               |               |               |
| Yūmu Harada | –                 | –                | –                | 35                | 40                | –               | –               | –                | –                           | –              | –                  | –               | 35             | q             | q             | –               | –               | –               | –               | –           | –           | –            | –            | –            | –          | –                      | –             | –             | –             |
| Daiki Itō | 12                | 26               | 22               | –                 | –                 | 18              | 45              | 24               | 10                          | 8              | 10                 | –               | –              | 5             | 7             | 5               | 19              | 13              | 21              | 10          | 20          | 22           | 19           | 14           | 17         | 18                     | 14            | 9             | 14            |
| Kenshirō Itō | –                 | –                | –                | 43                | 50                | –               | –               | –                | –                           | –              | –                  | –               | 31             | 42            | 29            | 43              | 38              | 37              | q               | 45          | 23          | 36           | 26           | 30           | 33         | –                      | 48            | –             | –             |
| Masamitsu Itō | –                 | –                | –                | –                 | –                 | –               | –               | –                | –                           | –              | –                  | –               | –              | q             | 45            | –               | –               | –               | –               | –           | –           | –            | –            | –            | –          | –                      | –             | –             | –             |
| Noriaki Kasai | 5                 | 30               | 17               | –                 | –                 | 3               | 10              | 5                | 12                          | 7              | 9                  | –               | –              | 4             | 3             | 3               | 3               | 6               | 10              | 7           | 16          | 14           | 10           | 7            | 3          | 12                     | 6             | 7             | 4             |
| Junshirō Kobayashi | q                 | 40               | 45               | –                 | –                 | 44              | 48              | 45               | q                           | 36             | q                  | –               | –              | 28            | 21            | –               | –               | –               | –               | –           | –           | –            | –            | –            | –          | –                      | –             | –             | –             |
| Ryōyū Kobayashi | –                 | –                | –                | –                 | –                 | –               | –               | –                | –                           | –              | –                  | –               | 7              | 20            | 36            | –               | –               | –               | –               | –           | –           | –            | –            | –            | –          | 44                     | –             | 23            | –             |
| Naoki Nakamura | –                 | –                | –                | –                 | –                 | –               | –               | –                | –                           | –              | –                  | –               | –              | 38            | 25            | –               | –               | –               | –               | –           | –           | –            | –            | –            | –          | –                      | –             | –             | –             |
| Kento Sakuyama | q                 | 27               | 29               | –                 | –                 | 26              | 20              | 34               | 26                          | 30             | 44                 | –               | q              | 46            | 42            | 44              | 47              | q               | q               | 47          | 39          | 40           | q            | 22           | 25         | 38                     | 43            | 40            | –             |
| Yukiya Satō | –                 | –                | –                | q                 | 39                | –               | –               | –                | –                           | –              | –                  | –               | –              | 43            | 31            | –               | –               | –               | –               | –           | –           | –            | –            | –            | –          | –                      | –             | –             | –             |
| Reruhi Shimizu | –                 | –                | –                | 33                | q                 | –               | –               | –                | –                           | –              | –                  | –               | q              | –             | –             | –               | –               | –               | –               | –           | –           | –            | –            | –            | –          | –                      | –             | –             | –             |
| Taku Takeuchi | 16                | 33               | 18               | –                 | –                 | 46              | 22              | 18               | 40                          | 18             | 32                 | –               | –              | 8             | 33            | 23              | 39              | 18              | 11              | 13          | 3           | 9            | 7            | 8            | 14         | 14                     | 20            | 13            | 17            |
| Shōhei Tochimoto | 42                | 48               | 37               | –                 | –                 | 42              | 37              | 33               | 38                          | 41             | 48                 | –               | –              | 47            | q             | 31              | 24              | 27              | 24              | q           | 27          | 39           | q            | 37           | 31         | 45                     | 45            | 34            | –             |
| Kanada |                   |                  |                  |                   |                   |                 |                 |                  |                             |                |                    |                 |                |               |               |                 |                 |                 |                 |             |             |              |              |              |            |                        |               |               |               |
| Mackenzie Boyd-Clowes | 29                | 37               | 41               | –                 | –                 | 31              | 47              | q                | 44                          | q              | 34                 | 20              | –              | dsq           | 46            | 46              | 29              | 38              | 22              | 31          | 41          | 33           | –            | –            | 30         | 34                     | 18            | 19            | –             |
| Kazachstan |                   |                  |                  |                   |                   |                 |                 |                  |                             |                |                    |                 |                |               |               |                 |                 |                 |                 |             |             |              |              |              |            |                        |               |               |               |
| Sabirżan Muminow | –                 | –                | –                | q                 | q                 | q               | q               | –                | –                           | –              | –                  | –               | q              | –             | –             | –               | –               | –               | –               | –           | –           | –            | q            | 50           | –          | –                      | –             | –             | –             |
| Konstantin Sokolenko | –                 | –                | –                | –                 | –                 | –               | –               | –                | –                           | –              | –                  | –               | q              | –             | –             | –               | –               | –               | –               | –           | –           | –            | 49           | q            | –          | –                      | –             | –             | –             |
| Marat Żaparow | q                 | dsq              | q                | –                 | –                 | –               | –               | q                | q                           | q              | q                  | 48              | q              | –             | –             | q               | 59              | q               | q               | q           | q           | q            | 39           | q            | q          | q                      | dns           | q             | –             |
| Radik Żaparow | q                 | 58               | 49               | 31                | 43                | q               | q               | q                | q                           | q              | q                  | 49              | q              | –             | –             | q               | 57              | q               | q               | q           | q           | q            | q            | q            | q          | q                      | 57            | q             | –             |
| Korea Południowa |                   |                  |                  |                   |                   |                 |                 |                  |                             |                |                    |                 |                |               |               |                 |                 |                 |                 |             |             |              |              |              |            |                        |               |               |               |
| Choi Heung-chul | q                 | 61               | q                | –                 | –                 | q               | q               | q                | –                           | q              | –                  | –               | –              | q             | 49            | q               | 60              | q               | q               | q           | q           | q            | –            | –            | q          | q                      | 60            | q             | –             |
| Choi Seou | q                 | 49               | 48               | –                 | –                 | q               | q               | q                | q                           | –              | –                  | –               | –              | –             | –             | –               | –               | –               | –               | q           | q           | q            | –            | –            | q          | 49                     | –             | –             | –             |
| Kang Chil-ku | q                 | –                | –                | –                 | –                 | –               | –               | –                | –                           | –              | –                  | –               | –              | –             | –             | –               | –               | –               | –               | q           | q           | q            | –            | –            | –          | –                      | –             | –             | –             |
| Kim Hyun-ki | q                 | –                | –                | –                 | –                 | –               | –               | –                | q                           | q              | –                  | –               | –              | –             | –             | q               | –               | –               | –               | q           | q           | q            | –            | –            | –          | –                      | –             | –             | –             |
| Niemcy |                   |                  |                  |                   |                   |                 |                 |                  |                             |                |                    |                 |                |               |               |                 |                 |                 |                 |             |             |              |              |              |            |                        |               |               |               |
| Markus Eisenbichler | –                 | –                | –                | –                 | –                 | –               | –               | 41               | q                           | –              | –                  | –               | –              | –             | –             | –               | 21              | 32              | 15              | 26          | 18          | 30           | 31           | 21           | –          | –                      | 28            | 28            | –             |
| Richard Freitag | 4                 | 16               | 6                | 11                | 42                | 4               | 7               | 9                | 6                           | 10             | 11                 | 29              | 6              | 30            | 5             | 20              | 12              | 15              | 17              | 12          | 29          | 9            | 25           | 6            | 9          | 19                     | 13            | 20            | 11            |
| Severin Freund | 3                 | 1                | 5                | 1                 | 12                | 8               | 6               | 1                | 3                           | 2              | 2                  | 3               | –              | 10            | 4             | 10              | 10              | 5               | 4               | 3           | 5           | 8            | 3            | 2            | 6          | 5                      | 4             | 6             | 7             |
| Tim Fuchs | –                 | –                | –                | –                 | –                 | –               | –               | q                | q                           | –              | –                  | –               | –              | –             | –             | –               | –               | –               | –               | –           | –           | –            | –            | –            | –          | –                      | –             | –             | –             |
| Karl Geiger | –                 | –                | –                | –                 | –                 | –               | –               | 26               | 32                          | 31             | 40                 | 36              | –              | –             | –             | 16              | 40              | 28              | 28              | 18          | 2           | 25           | 17           | 20           | 24         | –                      | 21            | 33            | 24            |
| Marinus Kraus | 47                | 5                | 24               | 26                | 44                | q               | q               | 36               | 47                          | –              | –                  | –               | –              | –             | –             | –               | –               | –               | –               | –           | –           | –            | –            | –            | –          | –                      | –             | –             | –             |
| Stephan Leyhe | 20                | 39               | 19               | 27                | 22                | 23              | 15              | 14               | 17                          | 21             | 45                 | 23              | 18             | 9             | 39            | 37              | 36              | 26              | q               | 41          | 12          | 26           | 15           | 11           | 38         | 16                     | 19            | 30            | 26            |
| Michael Neumayer | –                 | –                | –                | –                 | –                 | –               | –               | 19               | 29                          | 39             | 38                 | 21              | 36             | –             | –             | –               | –               | –               | –               | –           | –           | –            | –            | –            | –          | –                      | –             | –             | –             |
| Pius Paschke | –                 | –                | –                | –                 | –                 | –               | –               | 29               | 33                          | –              | –                  | –               | –              | –             | –             | –               | –               | –               | –               | –           | –           | –            | –            | –            | –          | –                      | –             | –             | –             |
| David Siegel | –                 | –                | –                | –                 | –                 | –               | –               | q                | 16                          | –              | –                  | –               | 37             | 31            | 17            | 35              | –               | –               | –               | –           | –           | –            | –            | –            | –          | 23                     | –             | –             | –             |
| Andreas Wank | 40                | 24               | 10               | 24                | 35                | 16              | 19              | 13               | 11                          | 9              | 16                 | 14              | 34             | 17            | 26            | 9               | 35              | 19              | 19              | 34          | 6           | 11           | 18           | 27           | 15         | 10                     | 36            | 37            | 30            |
| Andreas Wellinger | 6                 | 20               | 7                | 13                | 10                | 34              | 9               | 15               | 14                          | 6              | 15                 | 5               | 19             | 11            | 27            | 27              | 45              | q               | q               | 33          | 13          | 29           | 20           | 10           | 23         | 33                     | –             | –             | –             |
| Paul Winter | –                 | –                | –                | –                 | –                 | –               | –               | q                | q                           | –              | –                  | –               | –              | –             | –             | –               | –               | –               | –               | –           | –           | –            | –            | –            | –          | –                      | –             | –             | –             |
| Norwegia |                   |                  |                  |                   |                   |                 |                 |                  |                             |                |                    |                 |                |               |               |                 |                 |                 |                 |             |             |              |              |              |            |                        |               |               |               |
| Fredrik Bjerkeengen | –                 | 45               | –                | –                 | –                 | –               | –               | –                | –                           | –              | –                  | –               | –              | –             | –             | –               | 56              | –               | –               | –           | –           | –            | –            | –            | –          | –                      | –             | –             | –             |
| Joacim Ødegård Bjøreng | –                 | dsq              | –                | –                 | –                 | –               | –               | –                | –                           | –              | –                  | –               | –              | –             | –             | –               | 28              | –               | –               | –           | –           | –            | –            | –            | –          | –                      | –             | –             | –             |
| Anders Fannemel | 25                | 41               | q                | 12                | 8                 | 6               | dsq             | 4                | 7                           | 12             | 18                 | 7               | 15             | 21            | 1             | 34              | 11              | 17              | 8               | 8           | 32          | 28           | 13           | 17           | 11         | 6                      | 9             | 10            | 9             |
| Johann André Forfang | 9                 | 12               | 3                | 5                 | 3                 | 14              | 4               | 8                | 4                           | 4              | 7                  | 9               | 5              | 19            | 2             | 18              | 8               | 2               | 7               | 6           | 10          | 5            | –            | –            | 4          | 1                      | 2             | 3             | 3             |
| Kenneth Gangnes | 11                | 2                | 1                | 8                 | 9                 | 5               | 3               | 6                | 2                           | 3              | 5                  | 2               | 4              | 29            | 20            | 8               | 2               | 4               | 6               | 4           | 22          | 18           | 8            | 9            | 2          | 3                      | 5             | 5             | 5             |
| Halvor Egner Granerud | –                 | dsq              | –                | –                 | –                 | –               | –               | 46               | 36                          | –              | –                  | q               | –              | –             | –             | –               | –               | –               | –               | –           | –           | –            | –            | –            | –          | –                      | –             | –             | –             |
| Joachim Hauer | –                 | dsq              | 15               | 3                 | 20                | 12              | 33              | 11               | 41                          | 25             | 19                 | 16              | 42             | 14            | 10            | 11              | 16              | 11              | 16              | 15          | 36          | 21           | 21           | 26           | 37         | 24                     | 27            | 18            | 28            |
| Tom Hilde | 21                | 28               | 21               | 42                | 25                | 17              | 24              | –                | –                           | 17             | 41                 | –               | –              | –             | –             | 21              | 49              | –               | –               | 32          | 40          | 31           | 33           | 33           | –          | –                      | –             | –             | –             |
| Robert Johansson | –                 | –                | –                | –                 | –                 | –               | –               | –                | –                           | –              | –                  | –               | –              | –             | –             | –               | 25              | 33              | 18              | –           | –           | –            | –            | –            | –          | –                      | –             | –             | –             |
| Marius Lindvik | –                 | 32               | –                | –                 | –                 | –               | –               | –                | –                           | –              | –                  | –               | –              | –             | –             | –               | –               | –               | –               | –           | –           | –            | –            | –            | –          | –                      | –             | –             | –             |
| Espen Røe | –                 | dsq              | –                | –                 | –                 | –               | –               | –                | –                           | –              | –                  | –               | –              | –             | –             | –               | –               | –               | –               | –           | –           | –            | –            | –            | –          | –                      | –             | –             | –             |
| Phillip Sjøen | –                 | 64               | –                | –                 | –                 | –               | –               | –                | –                           | –              | –                  | –               | –              | –             | –             | –               | 58              | –               | –               | –           | –           | –            | –            | –            | –          | –                      | –             | –             | –             |
| Andreas Stjernen | 15                | 3                | dsq              | 4                 | 11                | 15              | 29              | 20               | 15                          | 19             | 13                 | 8               | 14             | 22            | 23            | 12              | 7               | 10              | 3               | 17          | 35          | 12           | 24           | 13           | 12         | 9                      | 11            | 15            | 16            |
| Daniel-André Tande | 1                 | 6                | 13               | 6                 | 5                 | 25              | 16              | 10               | 30                          | 46             | 21                 | 6               | 11             | 35            | 9             | 7               | 9               | 9               | 5               | 2           | 7           | 2            | 4            | 3            | 7          | 8                      | 12            | 8             | 12            |
| Rune Velta | 37                | –                | –                | –                 | –                 | –               | –               | –                | –                           | –              | –                  | –               | –              | –             | –             | –               | 51              | –               | –               | –           | –           | –            | –            | –            | –          | –                      | –             | –             | –             |
| Polska |                   |                  |                  |                   |                   |                 |                 |                  |                             |                |                    |                 |                |               |               |                 |                 |                 |                 |             |             |              |              |              |            |                        |               |               |               |
| Krzysztof Biegun | –                 | –                | –                | –                 | –                 | –               | –               | –                | –                           | –              | –                  | –               | 39             | –             | –             | –               | –               | –               | –               | –           | –           | –            | –            | –            | q          | –                      | –             | –             | –             |
| Stefan Hula | –                 | 22               | 10               | 23                | q                 | 22              | 32              | 42               | 24                          | 27             | 24                 | 18              | 21             | 16            | 14            | 38              | 26              | 36              | q               | 14          | 30          | 6            | –            | –            | 16         | 20                     | 33            | 26            | 25            |
| Przemysław Kantyka | –                 | –                | –                | –                 | –                 | –               | –               | –                | –                           | –              | –                  | –               | –              | –             | –             | –               | –               | –               | –               | –           | –           | –            | –            | –            | q          | –                      | –             | –             | –             |
| Bartłomiej Kłusek | q                 | –                | –                | –                 | –                 | –               | –               | –                | –                           | –              | –                  | –               | q              | –             | –             | 39              | –               | –               | –               | –           | –           | –            | –            | –            | 48         | 39                     | 49            | q             | –             |
| Maciej Kot | 46                | 18               | 34               | 15                | 18                | q               | 30              | 32               | 36                          | 35             | 28                 | 26              | 12             | 12            | 13            | 41              | 30              | 30              | 39              | –           | –           | –            | dsq          | 32           | 19         | 25                     | 31            | 17            | 15            |
| Dawid Kubacki | 33                | 56               | 36               | 25                | 21                | 35              | 34              | –                | 31                          | 24             | 46                 | –               | 16             | 25            | 32            | 13              | 23              | 22              | 32              | 27          | 11          | 7            | 30           | 25           | 20         | 27                     | 39            | 24            | 23            |
| Krzysztof Miętus | –                 | –                | –                | –                 | –                 | –               | –               | –                | –                           | –              | –                  | –               | q              | –             | –             | –               | –               | –               | –               | –           | –           | –            | –            | –            | –          | –                      | –             | –             | –             |
| Klemens Murańka | 49                | 23               | q                | 44                | 19                | 41              | 28              | q                | q                           | –              | –                  | –               | q              | dsq           | 30            | –               | –               | –               | –               | 22          | 28          | 32           | –            | –            | 44         | –                      | –             | –             | –             |
| Andrzej Stękała | –                 | –                | –                | –                 | –                 | 27              | 38              | –                | –                           | q              | 30                 | 28              | 17             | 32            | 22            | 6               | 53              | 24              | 26              | 21          | q           | 41           | 38           | 28           | 32         | 29                     | 30            | 25            | –             |
| Kamil Stoch | 13                | 15               | 47               | q                 | 6                 | 20              | 26              | 23               | 19                          | 16             | 33                 | –               | 8              | 18            | 41            | 28              | 14              | q               | 23              | 23          | q           | 27           | –            | –            | 10         | 13                     | 15            | 21            | 21            |
| Jakub Wolny | –                 | –                | –                | –                 | –                 | –               | –               | –                | –                           | –              | –                  | 30              | 27             | –             | –             | –               | –               | –               | –               | –           | –           | –            | 36           | 46           | q          | –                      | –             | –             | –             |
| Jan Ziobro | 34                | dsq              | 33               | 39                | 47                | –               | –               | –                | –                           | –              | –                  | 31              | 45             | –             | –             | –               | –               | –               | –               | –           | –           | –            | 42           | q            | 47         | –                      | –             | –             | –             |
| Aleksander Zniszczoł | –                 | –                | –                | –                 | –                 | –               | –               | –                | –                           | –              | –                  | –               | –              | –             | –             | –               | –               | –               | –               | –           | –           | –            | –            | –            | q          | –                      | –             | –             | –             |
| Piotr Żyła | 39                | 33               | 40               | 19                | 17                | 45              | 42              | 48               | –                           | –              | –                  | –               | 40             | –             | –             | –               | 18              | 34              | 12              | 35          | 46          | 16           | 48           | 39           | 18         | 40                     | 42            | q             | –             |
| Rosja |                   |                  |                  |                   |                   |                 |                 |                  |                             |                |                    |                 |                |               |               |                 |                 |                 |                 |             |             |              |              |              |            |                        |               |               |               |
| Aleksandr Bażenow | –                 | –                | –                | 41                | 48                | –               | –               | –                | –                           | –              | –                  | –               | –              | q             | q             | –               | –               | –               | –               | q           | q           | –            | –            | –            | –          | –                      | –             | –             | –             |
| Władisław Bojarincew | 44                | –                | –                | q                 | q                 | –               | –               | q                | q                           | q              | q                  | 45              | q              | –             | –             | –               | –               | –               | –               | –           | –           | –            | –            | –            | –          | –                      | –             | –             | –             |
| Ilmir Chazietdinow | 21                | 46               | 28               | 49                | 37                | –               | –               | 49               | q                           | 34             | q                  | 25              | 38             | –             | –             | 45              | 48              | q               | q               | 40          | 47          | –            | 27           | 44           | –          | –                      | –             | –             | –             |
| Anton Kaliniczenko | –                 | –                | –                | q                 | 28                | q               | q               | –                | –                           | –              | –                  | –               | –              | q             | q             | –               | –               | –               | –               | –           | –           | –            | –            | –            | –          | –                      | –             | –             | –             |
| Jewgienij Klimow | 32                | 35               | 35               | 18                | 46                | –               | –               | 28               | 43                          | q              | q                  | 41              | 28             | –             | –             | 50              | 41              | q               | q               | 46          | q           | –            | 29           | 38           | –          | –                      | –             | –             | –             |
| Dienis Korniłow | 38                | 50               | 46               | 48                | 45                | –               | –               | 44               | 45                          | 47             | 35                 | 19              | 41             | –             | –             | 49              | 37              | q               | q               | q           | 42          | –            | 41           | 41           | –          | –                      | 50            | 31            | –             |
| Michaił Maksimoczkin | –                 | 63               | q                | 45                | q                 | –               | –               | –                | –                           | –              | –                  | –               | –              | q             | q             | –               | –               | –               | –               | –           | –           | –            | –            | –            | –          | –                      | –             | –             | –             |
| Aleksiej Romaszow | –                 | –                | –                | dsq               | 36                | q               | q               | –                | –                           | –              | –                  | –               | –              | –             | –             | –               | –               | –               | –               | –           | –           | –            | –            | –            | –          | –                      | –             | –             | –             |
| Aleksandr Sardyko | –                 | –                | –                | –                 | –                 | q               | q               | –                | –                           | –              | –                  | –               | –              | –             | –             | –               | –               | –               | –               | –           | –           | –            | –            | –            | –          | –                      | –             | –             | –             |
| Aleksandr Szuwałow | –                 | –                | –                | q                 | 49                | –               | –               | –                | –                           | –              | –                  | –               | –              | –             | –             | –               | –               | –               | –               | –           | –           | –            | –            | –            | –          | –                      | –             | –             | –             |
| Wadim Szyszkin | –                 | –                | –                | q                 | q                 | –               | –               | –                | –                           | –              | –                  | –               | –              | –             | –             | –               | –               | –               | –               | –           | –           | –            | –            | –            | –          | –                      | –             | –             | –             |
| Roman Trofimow | –                 | –                | –                | –                 | –                 | q               | q               | –                | –                           | –              | –                  | –               | –              | 48            | q             | –               | –               | –               | –               | –           | –           | –            | –            | –            | –          | –                      | 63            | q             | –             |
| Rumunia |                   |                  |                  |                   |                   |                 |                 |                  |                             |                |                    |                 |                |               |               |                 |                 |                 |                 |             |             |              |              |              |            |                        |               |               |               |
| Iulian Pîtea | –                 | –                | –                | –                 | –                 | –               | –               | –                | –                           | –              | –                  | –               | q              | q             | q             | –               | –               | –               | –               | –           | –           | –            | –            | –            | –          | –                      | –             | –             | –             |
| Słowenia |                   |                  |                  |                   |                   |                 |                 |                  |                             |                |                    |                 |                |               |               |                 |                 |                 |                 |             |             |              |              |              |            |                        |               |               |               |
| Tilen Bartol | –                 | –                | –                | –                 | –                 | –               | –               | 47               | q                           | 49             | q                  | –               | –              | –             | –             | –               | –               | –               | –               | –           | –           | –            | –            | –            | –          | –                      | –             | –             | –             |
| Jernej Damjan | –                 | –                | –                | q                 | q                 | –               | –               | –                | –                           | –              | –                  | –               | –              | –             | –             | –               | –               | –               | –               | –           | –           | –            | –            | –            | –          | –                      | –             | –             | –             |
| Nejc Dežman | 48                | –                | –                | –                 | –                 | –               | –               | –                | –                           | –              | –                  | –               | –              | –             | –             | –               | –               | –               | –               | –           | –           | –            | –            | –            | –          | –                      | –             | –             | –             |
| Jaka Hvala | –                 | –                | –                | –                 | –                 | –               | –               | –                | –                           | –              | –                  | –               | –              | 27            | dsq           | 30              | 20              | 29              | 34              | 28          | 31          | 38           | 23           | 24           | 35         | 26                     | 26            | q             | –             |
| Žiga Jelar | –                 | –                | –                | –                 | –                 | –               | –               | –                | –                           | –              | –                  | –               | –              | –             | –             | –               | –               | –               | –               | –           | –           | 43           | –            | –            | –          | –                      | –             | –             | –             |
| Rok Justin | –                 | –                | –                | –                 | –                 | –               | –               | –                | –                           | –              | –                  | –               | –              | –             | –             | –               | –               | –               | –               | –           | –           | –            | –            | –            | –          | –                      | 58            | q             | –             |
| Robert Kranjec | q                 | 66               | 30               | 36                | 16                | 37              | 21              | 30               | 35                          | q              | q                  | 47              | 25             | 3             | q             | 40              | 1               | 3               | 35              | 19          | 49          | 15           | 5            | 15           | 13         | 30                     | 3             | 1             | 2             |
| Anže Lanišek | 35                | 19               | 31               | 7                 | 4                 | 24              | 40              | 16               | 23                          | 44             | 20                 | 42              | 24             | 6             | 15            | 19              | 52              | 21              | 33              | 25          | 34          | –            | –            | –            | 40         | –                      | 35            | 35            | 29            |
| Mitja Mežnar | –                 | –                | –                | –                 | –                 | –               | –               | –                | –                           | –              | –                  | –               | –              | –             | –             | –               | –               | –               | –               | –           | –           | –            | –            | –            | –          | –                      | 58            | q             | –             |
| Tomaž Naglič | –                 | –                | –                | –                 | –                 | –               | –               | –                | –                           | –              | –                  | –               | –              | –             | –             | –               | 43              | 39              | 40              | –           | –           | 47           | q            | 43           | –          | –                      | 40            | 36            | –             |
| Bor Pavlovčič | –                 | –                | –                | –                 | –                 | –               | –               | –                | –                           | –              | –                  | –               | –              | 26            | 16            | –               | –               | –               | –               | –           | –           | –            | –            | –            | –          | –                      | –             | –             | –             |
| Andraž Pograjc | –                 | –                | –                | –                 | –                 | –               | –               | –                | –                           | –              | –                  | 46              | 48             | –             | –             | 26              | 42              | 35              | q               | 43          | 33          | q            | 40           | 47           | –          | –                      | dns           | q             | –             |
| Cene Prevc | –                 | –                | –                | –                 | –                 | –               | –               | –                | –                           | –              | –                  | –               | –              | –             | –             | –               | –               | –               | –               | –           | –           | –            | –            | –            | –          | –                      | 46            | q             | –             |
| Domen Prevc | 8                 | 8                | 12               | –                 | –                 | 2               | 5               | 27               | 18                          | 23             | 6                  | 38              | 9              | 2             | 10            | 29              | –               | –               | –               | 29          | 15          | –            | –            | –            | 26         | 4                      | –             | –             | –             |
| Peter Prevc | 2                 | 11               | 2                | 2                 | 1                 | 1               | 1               | 3                | 1                           | 1              | 1                  | 1               | 3              | 1             | 6             | 1               | 4               | 1               | 1               | 5           | 9           | 4            | 1            | 1            | 5          | 2                      | 1             | 2             | 1             |
| Matjaž Pungertar | –                 | –                | –                | –                 | –                 | –               | –               | –                | –                           | –              | –                  | –               | –              | –             | –             | –               | –               | –               | –               | –           | –           | –            | –            | –            | –          | –                      | 61            | q             | –             |
| Anže Semenič | –                 | 47               | q                | 47                | 29                | 43              | q               | q                | q                           | q              | 50                 | q               | –              | –             | –             | –               | –               | –               | –               | –           | –           | –            | 47           | 42           | –          | –                      | 29            | 27            | –             |
| Jurij Tepeš | 10                | 38               | 26               | 46                | 30                | 28              | 43              | 50               | dsq                         | q              | 22                 | 13              | 44             | –             | –             | 15              | 13              | 12              | 14              | 44          | 19          | 24           | 6            | 17           | 36         | 11                     | 8             | 14            | 13            |
| Stany Zjednoczone |                   |                  |                  |                   |                   |                 |                 |                  |                             |                |                    |                 |                |               |               |                 |                 |                 |                 |             |             |              |              |              |            |                        |               |               |               |
| Nicholas Alexander | –                 | –                | –                | –                 | –                 | 36              | q               | 38               | q                           | q              | q                  | –               | q              | –             | –             | 47              | 50              | q               | q               | q           | q           | q            | –            | –            | –          | 47                     | 54            | q             | –             |
| Kevin Bickner | q                 | 51               | –                | –                 | –                 | –               | –               | –                | –                           | –              | –                  | dsq             | –              | 39            | q             | q               | 53              | q               | 30              | –           | –           | –            | –            | –            | 46         | –                      | 32            | q             | –             |
| Michael Glasder | q                 | 43               | q                | –                 | –                 | 48              | 49              | q                | q                           | 48             | q                  | 43              | q              | –             | –             | –               | –               | –               | –               | –           | –           | –            | q            | 48           | –          | 35                     | 51            | q             | –             |
| William Rhoads | –                 | –                | q                | q                 | q                 | –               | –               | –                | –                           | –              | –                  | –               | –              | q             | 47            | –               | –               | –               | –               | –           | –           | –            | 45           | q            | q          | –                      | –             | –             | –             |
| Szwajcaria |                   |                  |                  |                   |                   |                 |                 |                  |                             |                |                    |                 |                |               |               |                 |                 |                 |                 |             |             |              |              |              |            |                        |               |               |               |
| Simon Ammann | 14                | 21               | 16               | 10                | 13                | 21              | 14              | 12               | 13                          | 22             | 8                  | 24              | 13             | 13            | 12            | 25              | 15              | 14              | 13              | 16          | 17          | 19           | 22           | 16           | 28         | 7                      | 16            | q             | 8             |
| Gregor Deschwanden | 36                | 55               | 32               | 16                | 7                 | 30              | 39              | 37               | 49                          | q              | 49                 | 22              | 50             | 36            | 42            | –               | –               | –               | –               | –           | –           | –            | 44           | 40           | 42         | 36                     | 47            | q             | –             |
| Luca Egloff | q                 | 36               | q                | –                 | –                 | 38              | q               | –                | q                           | 42             | –                  | 33              | 43             | –             | –             | 48              | 44              | 40              | q               | q           | 38          | 45           | 35           | 45           | q          | 46                     | –             | –             | –             |
| Pascal Kälin | –                 | –                | –                | –                 | –                 | q               | q               | –                | –                           | –              | –                  | –               | q              | –             | –             | –               | –               | –               | –               | –           | –           | –            | –            | –            | –          | –                      | –             | –             | –             |
| Killian Peier | 31                | 29               | q                | 36                | 31                | 33              | 35              | q                | 39                          | dsq            | –                  | q               | –              | 44            | q             | –               | –               | –               | –               | –           | –           | –            | 46           | q            | q          | –                      | –             | –             | –             |
| Andreas Schuler | –                 | –                | –                | –                 | –                 | –               | –               | –                | –                           | –              | –                  | –               | –              | q             | q             | –               | –               | –               | –               | –           | –           | –            | –            | –            | –          | –                      | –             | –             | –             |
| Włochy |                   |                  |                  |                   |                   |                 |                 |                  |                             |                |                    |                 |                |               |               |                 |                 |                 |                 |             |             |              |              |              |            |                        |               |               |               |
| Davide Bresadola | q                 | 65               | q                | –                 | –                 | –               | –               | –                | –                           | –              | –                  | –               | –              | q             | q             | –               | –               | –               | –               | –           | –           | –            | –            | –            | –          | –                      | –             | –             | –             |
| Sebastian Colloredo | q                 | 44               | 44               | 40                | 24                | 40              | 27              | 39               | q                           | –              | –                  | q               | 47             | –             | –             | –               | –               | –               | –               | –           | –           | –            | –            | –            | 50         | q                      | 53            | q             | –             |
| Roberto Dellasega | q                 | –                | –                | –                 | –                 | –               | –               | –                | –                           | –              | –                  | –               | –              | q             | q             | –               | –               | –               | –               | –           | –           | –            | –            | –            | –          | –                      | –             | –             | –             |
| Alex Insam | q                 | –                | –                | –                 | –                 | –               | –               | –                | –                           | –              | –                  | q               | –              | –             | –             | –               | –               | –               | –               | –           | –           | –            | –            | –            | q          | –                      | –             | –             | –             |
| Andrea Morassi | –                 | –                | –                | –                 | –                 | –               | –               | –                | –                           | –              | –                  | –               | –              | –             | –             | –               | –               | –               | –               | –           | –           | –            | –            | –            | –          | –                      | 52            | q             | –             |
| Daniele Varesco | –                 | –                | –                | –                 | –                 | –               | –               | –                | –                           | –              | –                  | –               | q              | –             | –             | –               | –               | –               | –               | –           | –           | –            | –            | –            | –          | –                      | –             | –             | –             |
| Legenda |                   |                  |                  |                   |                   |                 |                 |                  |                             |                |                    |                 |                |               |               |                 |                 |                 |                 |             |             |              |              |              |            |                        |               |               |               |
| 1-3 4-30 poniżej 30 q – Zawodnik nie zakwalifikował się dns – Zawodnik zakwalifikowany nie wystartował w konkursie dsq – Zawodnik zdyskwalifikowany w konkursie - – Zawodnik niezgłoszony do konkursu |                   |                  |                  |                   |                   |                 |                 |                  |                             |                |                    |                 |                |               |               |                 |                 |                 |                 |             |             |              |              |              |            |                        |               |               |               |

## Konkursy drużynowe
| Zawodnik              | Klingenthal 21.11 | Willingen 09.01 | Zakopane 23.01 | Oslo 06.02 | Kuopio 22.02 | Planica 19.03 |
| --------------------- | ----------------- | --------------- | -------------- | ---------- | ------------ | ------------- |
| Austria               | 3                 | 3               | 2              | 5          | 4            | 3             |
| Philipp Aschenwald    | –                 | –               | –              | –          | +            | –             |
| Manuel Fettner        | +                 | +               | +              | –          | –            | +             |
| Michael Hayböck       | +                 | +               | +              | +          | +            | +             |
| Andreas Kofler        | –                 | –               | –              | +          | –            | –             |
| Stefan Kraft          | +                 | +               | +              | +          | +            | +             |
| Manuel Poppinger      | –                 | +               | +              | +          | +            | +             |
| Gregor Schlierenzauer | +                 | –               | –              | –          | –            | –             |
| Czechy                | 5                 | 5               | 6              | 7          | 7            | 7             |
| Lukáš Hlava           | +                 | +               | –              | –          | +            | +             |
| Jakub Janda           | +                 | +               | +              | +          | +            | –             |
| Roman Koudelka        | +                 | +               | +              | +          | +            | +             |
| Čestmír Kožíšek       | –                 | –               | +              | +          | –            | +             |
| Jan Matura            | +                 | +               | +              | +          | +            | +             |
| Finlandia             | 8                 | 7               | –              | –          | 8            | –             |
| Janne Ahonen          | +                 | –               | –              | –          | –            | –             |
| Lauri Asikainen       | +                 | +               | –              | –          | +            | –             |
| Ville Larinto         | +                 | +               | –              | –          | +            | –             |
| Jarkko Määttä         | –                 | +               | –              | –          | +            | –             |
| Juho Ojala            | –                 | –               | –              | –          | +            | –             |
| Harri Olli            | +                 | +               | –              | –          | –            | –             |
| Japonia               | 4                 | –               | 8              | 3          | 3            | 4             |
| Yūmu Harada           | –                 | –               | +              | –          | –            | –             |
| Daiki Itō             | +                 | –               | –              | +          | +            | +             |
| Kenshirō Itō          | –                 | –               | +              | –          | –            | –             |
| Noriaki Kasai         | +                 | –               | –              | +          | +            | +             |
| Ryōyū Kobayashi       | –                 | –               | +              | –          | –            | +             |
| Kento Sakuyama        | +                 | –               | +              | +          | +            | –             |
| Taku Takeuchi         | +                 | –               | –              | +          | +            | +             |
| Kazachstan            | –                 | –               | 10             | –          | –            | –             |
| Sabirżan Muminow      | –                 | –               | +              | –          | –            | –             |
| Konstantin Sokolenko  | –                 | –               | +              | –          | –            | –             |
| Marat Żaparow         | –                 | –               | +              | –          | –            | –             |
| Radik Żaparow         | –                 | –               | +              | –          | –            | –             |
| Korea Południowa      | –                 | –               | –              | –          | 9            | –             |
| Choi Heung-chul       | –                 | –               | –              | –          | +            | –             |
| Choi Seou             | –                 | –               | –              | –          | +            | –             |
| Kang Chil-ku          | –                 | –               | –              | –          | +            | –             |
| Kim Hyun-ki           | –                 | –               | –              | –          | +            | –             |
| Niemcy                | 1                 | 1               | 4              | 4          | 2            | 5             |
| Markus Eisenbichler   | –                 | –               | –              | –          | –            | +             |
| Richard Freitag       | +                 | +               | +              | +          | +            | +             |
| Severin Freund        | +                 | +               | –              | +          | +            | +             |
| Karl Geiger           | –                 | –               | –              | +          | –            | –             |
| Stephan Leyhe         | –                 | –               | +              | –          | –            | +             |
| Andreas Wank          | +                 | +               | +              | –          | +            | –             |
| Andreas Wellinger     | +                 | +               | +              | +          | +            | –             |
| Norwegia              | 9                 | 2               | 1              | 2          | 1            | 1             |
| Anders Fannemel       | +                 | –               | +              | +          | +            | +             |
| Johann André Forfang  | +                 | +               | –              | +          | +            | +             |
| Kenneth Gangnes       | –                 | +               | +              | +          | +            | +             |
| Tom Hilde             | +                 | –               | –              | –          | –            | –             |
| Andreas Stjernen      | +                 | +               | +              | –          | –            | –             |
| Daniel-André Tande    | –                 | +               | +              | +          | +            | +             |
| Polska                | 6                 | 6               | 3              | 6          | 6            | 6             |
| Stefan Hula           | –                 | +               | +              | +          | +            | +             |
| Maciej Kot            | +                 | +               | +              | –          | –            | +             |
| Dawid Kubacki         | –                 | –               | –              | +          | +            | –             |
| Klemens Murańka       | +                 | –               | –              | –          | –            | –             |
| Andrzej Stękała       | –                 | +               | +              | +          | +            | +             |
| Kamil Stoch           | +                 | –               | +              | +          | –            | +             |
| Jakub Wolny           | –                 | +               | –              | –          | –            | –             |
| Jan Ziobro            | +                 | –               | –              | –          | –            | –             |
| Piotr Żyła            | –                 | –               | –              | –          | +            | –             |
| Rosja                 | 10                | 9               | 9              | 8          | –            | –             |
| Władisław Bojarincew  | +                 | +               | +              | +          | –            | –             |
| Ilmir Chazietdinow    | +                 | +               | +              | +          | –            | –             |
| Jewgienij Klimow      | +                 | +               | +              | +          | –            | –             |
| Dienis Korniłow       | +                 | +               | +              | +          | –            | –             |
| Słowenia              | 2                 | 4               | 5              | 1          | 5            | 2             |
| Jaka Hvala            | –                 | –               | –              | –          | +            | –             |
| Robert Kranjec        | –                 | +               | +              | +          | +            | +             |
| Anže Lanišek          | +                 | –               | +              | –          | –            | –             |
| Domen Prevc           | +                 | +               | +              | +          | –            | –             |
| Peter Prevc           | +                 | +               | +              | +          | +            | +             |
| Anže Semenič          | –                 | –               | –              | –          | –            | +             |
| Jurij Tepeš           | +                 | +               | –              | +          | +            | +             |
| Stany Zjednoczone     | –                 | –               | –              | –          | –            | 8             |
| Nicholas Alexander    | –                 | –               | –              | –          | –            | +             |
| Kevin Bickner         | –                 | –               | –              | –          | –            | +             |
| Michael Glasder       | –                 | –               | –              | –          | –            | +             |
| William Rhoads        | –                 | –               | –              | –          | –            | +             |
| Szwajcaria            | 7                 | 8               | 7              | 9          | –            | –             |
| Simon Ammann          | +                 | +               | +              | +          | –            | –             |
| Gregor Deschwanden    | +                 | +               | +              | +          | –            | –             |
| Luca Egloff           | +                 | +               | +              | +          | –            | –             |
| Pascal Kälin          | –                 | –               | +              | –          | –            | –             |
| Killian Peier         | +                 | +               | –              | +          | –            | –             |
| Włochy                | 11                | –               | –              | –          | –            | –             |
| Davide Bresadola      | +                 | –               | –              | –          | –            | –             |
| Sebastian Colloredo   | +                 | –               | –              | –          | –            | –             |
| Roberto Dellasega     | +                 | –               | –              | –          | –            | –             |
| Alex Insam            | +                 | –               | –              | –          | –            | –             |

## Klasyfikacje

### Klasyfikacja generalna Pucharu Świata
stan po zakończeniu sezonu
| Miejsce | Zawodnik                 | Występy | Punkty |
| ------- | ------------------------ | ------- | ------ |
| 1.      | Peter Prevc              | 29      | 2303   |
| 2.      | Severin Freund           | 28      | 1490   |
| 3.      | Kenneth Gangnes          | 29      | 1348   |
| 4.      | Michael Hayböck          | 27      | 1301   |
| 5.      | Johann André Forfang     | 27      | 1240   |
| 6.      | Stefan Kraft             | 27      | 1006   |
| 7.      | Daniel-André Tande       | 29      | 985    |
| 8.      | Noriaki Kasai            | 25      | 909    |
| 9.      | Richard Freitag          | 29      | 680    |
| 10.     | Anders Fannemel          | 28      | 670    |
| 11.     | Roman Koudelka           | 29      | 650    |
| 12.     | Andreas Stjernen         | 29      | 607    |
| 13.     | Robert Kranjec           | 25      | 603    |
| 14.     | Domen Prevc              | 18      | 486    |
| 15.     | Simon Ammann             | 28      | 480    |
| 16.     | Daiki Itō                | 25      | 476    |
| 17.     | Andreas Wellinger        | 24      | 408    |
| 18.     | Taku Takeuchi            | 25      | 398    |
| 19.     | Andreas Wank             | 29      | 369    |
| 20.     | Joachim Hauer            | 28      | 356    |
| 21.     | Jurij Tepeš              | 26      | 307    |
| 22.     | Kamil Stoch              | 23      | 295    |
| 23.     | Stephan Leyhe            | 28      | 257    |
| 24.     | Manuel Fettner           | 25      | 238    |
| 25.     | Anže Lanišek             | 25      | 232    |
| 26.     | Stefan Hula              | 24      | 227    |
| 27.     | Manuel Poppinger         | 24      | 208    |
| 28.     | Vincent Descombes Sevoie | 25      | 204    |
| 29.     | Dawid Kubacki            | 27      | 182    |
| 30.     | Karl Geiger              | 18      | 174    |
| 31.     | Maciej Kot               | 25      | 165    |
| 32.     | Jakub Janda              | 19      | 164    |
| 33.     | Jan Matura               | 24      | 118    |
| 34.     | Andrzej Stękała          | 19      | 105    |
| 35.     | Lukáš Hlava              | 22      | 89     |
| 35.     | Piotr Żyła               | 20      | 89     |
| 37.     | Tom Hilde                | 16      | 74     |
| 38.     | Andreas Kofler           | 13      | 62     |
| 39.     | Gregor Deschwanden       | 19      | 61     |
| 39.     | Markus Eisenbichler      | 11      | 61     |
| 41.     | Marinus Kraus            | 7       | 57     |
| 42.     | Ryōyū Kobayashi          | 5       | 55     |
| 43.     | Gregor Schlierenzauer    | 6       | 53     |
| 44.     | Philipp Aschenwald       | 13      | 50     |
| 44.     | Mackenzie Boyd-Clowes    | 21      | 50     |
| 46.     | Jaka Hvala               | 14      | 46     |
| 47.     | Kento Sakuyama           | 20      | 43     |
| 48.     | Lauri Asikainen          | 12      | 42     |
| 49.     | David Siegel             | 6       | 37     |
| 50.     | Klemens Murańka          | 12      | 36     |
| 51.     | Thomas Hofer             | 6       | 25     |
| 52.     | Ronan Lamy Chappuis      | 16      | 24     |
| 52.     | Michael Neumayer         | 6       | 24     |
| 54.     | Ilmir Chazietdinow       | 15      | 23     |
| 55.     | Shōhei Tochimoto         | 21      | 22     |
| 56.     | Jewgienij Klimow         | 14      | 21     |
| 57.     | Bor Pavlovčič            | 2       | 20     |
| 58.     | Robert Johansson         | 3       | 19     |
| 59.     | Kenshirō Itō             | 15      | 16     |
| 60.     | Ville Larinto            | 17      | 14     |
| 61.     | Junshirō Kobayashi       | 8       | 13     |
| 62.     | Dienis Korniłow          | 18      | 12     |
| 63.     | Sebastian Colloredo      | 10      | 11     |
| 64.     | Anže Semenič             | 9       | 8      |
| 65.     | Čestmír Kožíšek          | 4       | 7      |
| 65.     | Markus Schiffner         | 8       | 7      |
| 67.     | Naoki Nakamura           | 2       | 6      |
| 67.     | Władimir Zografski       | 6       | 6      |
| 69.     | Andraž Pograjc           | 10      | 5      |
| 69.     | Jakub Wolny              | 4       | 5      |
| 71.     | Joacim Ødegård Bjøreng   | 2       | 3      |
| 71.     | Anton Kaliniczenko       | 1       | 3      |
| 71.     | Tomáš Vančura            | 5       | 3      |
| 74.     | Clemens Aigner           | 4       | 2      |
| 74.     | Pius Paschke             | 2       | 2      |
| 74.     | Killian Peier            | 10      | 2      |
| 77.     | Kevin Bickner            | 7       | 1      |

### Klasyfikacja generalna Pucharu Narodów
stan po zakończeniu sezonu
| Miejsce | Państwo           | Występy | Ind. | Druż. | Razem |
| ------- | ----------------- | ------- | ---- | ----- | ----- |
| 1.      | Norwegia          | 35      | 5302 | 1900  | 7202  |
| 2.      | Słowenia          | 35      | 4010 | 1750  | 5760  |
| 3.      | Niemcy            | 35      | 3559 | 1850  | 5409  |
| 4.      | Austria           | 35      | 2952 | 1700  | 4652  |
| 5.      | Japonia           | 35      | 1938 | 1150  | 3088  |
| 6.      | Polska            | 35      | 1104 | 1050  | 2154  |
| 7.      | Czechy            | 35      | 1031 | 850   | 1881  |
| 8.      | Szwajcaria        | 32      | 543  | 250   | 793   |
| 9.      | Finlandia         | 24      | 56   | 200   | 256   |
| 10.     | Francja           | 28      | 228  | –     | 228   |
| 11.     | Rosja             | 24      | 59   | 50    | 109   |
| 12.     | Stany Zjednoczone | 17      | 1    | 50    | 51    |
| 13.     | Kanada            | 21      | 50   | –     | 50    |
| 14.     | Włochy            | 11      | 11   | 0     | 11    |
| 15.     | Bułgaria          | 6       | 6    | –     | 6     |

### KlasyfikacjaTurnieju Czterech Skoczni
stan po zakończeniu 64. Turnieju Czterech Skoczni
| Miejsce | Zawodnik                 | Występy | Punkty |
| ------- | ------------------------ | ------- | ------ |
| 1.      | Peter Prevc              | 4       | 1139,4 |
| 2.      | Severin Freund           | 4       | 1112,9 |
| 3.      | Michael Hayböck          | 4       | 1081,6 |
| 4.      | Kenneth Gangnes          | 4       | 1073,5 |
| 5.      | Stefan Kraft             | 4       | 1036,2 |
| 6.      | Johann André Forfang     | 4       | 1035,5 |
| 7.      | Noriaki Kasai            | 4       | 1013,2 |
| 8.      | Anders Fannemel          | 4       | 1010,1 |
| 9.      | Richard Freitag          | 4       | 1001,4 |
| 10.     | Andreas Wank             | 4       | 974,4  |
| 11.     | Simon Ammann             | 4       | 970,9  |
| 12.     | Andreas Wellinger        | 4       | 970,3  |
| 13.     | Daiki Itō                | 4       | 967,3  |
| 14.     | Roman Koudelka           | 4       | 963,1  |
| 15.     | Andreas Stjernen         | 4       | 945,1  |
| 16.     | Vincent Descombes Sevoie | 4       | 944,5  |
| 17.     | Domen Prevc              | 4       | 938,5  |
| 18.     | Manuel Fettner           | 4       | 913,1  |
| 19.     | Joachim Hauer            | 4       | 825,3  |
| 20.     | Stephan Leyhe            | 4       | 807,4  |
| 21.     | Jakub Janda              | 4       | 806,0  |
| 22.     | Anže Lanišek             | 4       | 801,3  |
| 23.     | Kamil Stoch              | 4       | 800,3  |
| 24.     | Daniel-André Tande       | 4       | 793,5  |
| 25.     | Stefan Hula              | 4       | 766,4  |
| 26.     | Taku Takeuchi            | 4       | 680,1  |
| 27.     | Jan Matura               | 3       | 661,2  |
| 28.     | Michael Neumayer         | 4       | 656,2  |
| 29.     | Lukáš Hlava              | 4       | 649,6  |
| 30.     | Kento Sakuyama           | 4       | 622,5  |
| 31.     | Karl Geiger              | 4       | 549,4  |
| 32.     | Maciej Kot               | 4       | 541,1  |
| 33.     | Gregor Schlierenzauer    | 3       | 439,4  |
| 34.     | Manuel Poppinger         | 3       | 438,9  |
| 35.     | Dawid Kubacki            | 3       | 421,4  |
| 36.     | Ronan Lamy Chappuis      | 3       | 415,5  |
| 37.     | Shōhei Tochimoto         | 4       | 400,0  |
| 38.     | Dienis Korniłow          | 4       | 391,5  |
| 39.     | Pius Paschke             | 2       | 331,8  |
| 40.     | Tom Hilde                | 2       | 329,3  |
| 41.     | Jewgienij Klimow         | 2       | 326,4  |
| 42.     | Robert Kranjec           | 2       | 323,9  |
| 43.     | Clemens Aigner           | 2       | 304,6  |
| 44.     | Jurij Tepeš              | 2       | 299,2  |
| 45.     | Ville Larinto            | 3       | 294,9  |
| 46.     | Władimir Zografski       | 3       | 277,7  |
| 47.     | Gregor Deschwanden       | 3       | 275,3  |
| 48.     | Andreas Kofler           | 1       | 229,2  |
| 49.     | Philipp Aschenwald       | 1       | 222,9  |
| 50.     | David Siegel             | 1       | 222,5  |
| 51.     | Andrzej Stękała          | 1       | 210,6  |
| 52.     | Marinus Kraus            | 2       | 204,7  |
| 53.     | Elias Tollinger          | 2       | 203,5  |
| 54.     | Junshirō Kobayashi       | 2       | 203,4  |
| 55.     | Halvor Egner Granerud    | 2       | 200,8  |
| 56.     | Ilmir Chazietdinow       | 2       | 200,6  |
|         | Mackenzie Boyd-Clowes    | 2       | 200,6  |
| 58.     | Florian Altenburger      | 2       | 198,5  |
| 59.     | Markus Schiffner         | 2       | 197,9  |
| 60.     | Tilen Bartol             | 2       | 179,3  |
| 61.     | Nicholas Alexander       | 1       | 112,2  |
| 62.     | Sebastian Colloredo      | 1       | 110,7  |
| 63.     | Markus Eisenbichler      | 1       | 108,2  |
| 64.     | Piotr Żyła               | 1       | 100,1  |
| 65.     | Killian Peier            | 1       | 96,6   |
| 66.     | Luca Egloff              | 1       | 93,4   |
| 67.     | Michael Glasder          | 1       | 86,8   |
| 68.     | Anže Semenič             | 1       | 63,5   |

### Klasyfikacja generalna Pucharu Świata w lotach narciarskich
stan po zakończeniu sezonu
| Miejsce | Państwo                  | Występy | Punkty |
| ------- | ------------------------ | ------- | ------ |
| 1.      | Peter Prevc              | 6       | 530    |
| 2.      | Robert Kranjec           | 6       | 400    |
| 3.      | Johann André Forfang     | 6       | 348    |
| 4.      | Kenneth Gangnes          | 6       | 305    |
| 5.      | Noriaki Kasai            | 6       | 248    |
| 6.      | Severin Freund           | 6       | 247    |
| 7.      | Stefan Kraft             | 6       | 239    |
| 8.      | Michael Hayböck          | 6       | 227    |
| 9.      | Daniel-André Tande       | 6       | 179    |
| 10.     | Andreas Stjernen         | 6       | 177    |
| 11.     | Anders Fannemel          | 6       | 154    |
| 12.     | Jurij Tepeš              | 6       | 130    |
| 13.     | Richard Freitag          | 6       | 103    |
|         | Daiki Itō                | 6       | 107    |
| 15.     | Simon Ammann             | 5       | 101    |
| 16.     | Taku Takeuchi            | 6       | 82     |
| 17.     | Joachim Hauer            | 6       | 74     |
| 18.     | Manuel Poppinger         | 6       | 67     |
| 19.     | Roman Koudelka           | 6       | 62     |
|         | Kamil Stoch              | 5       | 62     |
| 21.     | Manuel Fettner           | 6       | 37     |
| 22.     | Mackenzie Boyd-Clowes    | 5       | 36     |
| 23.     | Piotr Żyła               | 4       | 35     |
| 24.     | Vincent Descombes Sevoie | 6       | 33     |
| 25.     | Markus Eisenbichler      | 5       | 32     |
|         | Maciej Kot               | 6       | 32     |
|         | Dawid Kubacki            | 6       | 32     |
| 28.     | Andreas Wank             | 6       | 25     |
| 29.     | Karl Geiger              | 6       | 23     |
|         | Stephan Leyhe            | 5       | 23     |
| 31.     | Robert Johansson         | 3       | 19     |
|         | Andrzej Stękała          | 5       | 19     |
| 33.     | Jaka Hvala               | 4       | 18     |
|         | Shōhei Tochimoto         | 5       | 18     |
| 35.     | Thomas Hofer             | 4       | 17     |
| 36.     | Stefan Hula              | 5       | 16     |
| 37.     | Anže Lanišek             | 6       | 12     |
| 38.     | Ryōyū Kobayashi          | 1       | 8      |
| 39.     | Lukáš Hlava              | 2       | 7      |
| 40.     | Čestmír Kožíšek          | 2       | 6      |
|         | Anže Semenič             | 2       | 6      |
| 42.     | Jan Matura               | 5       | 4      |
| 43.     | Joacim Ødegård Bjøreng   | 1       | 3      |
| 44.     | Kevin Bickner            | 3       | 1      |

## Zwycięzcy kwalifikacji do zawodów
Przed każdymi zawodami Pucharu Świata rozgrywane są kwalifikacje, których 40 najlepszych uczestników (30 w przypadku konkursów lotów) bierze udział w konkursie głównym. Pierwsza dziesiątka klasyfikacji generalnej Pucharu Świata udział w konkursie ma zapewniony, a ich ewentualne skoki w serii kwalifikacyjnej nie są oceniane przez sędziów. W przypadku braku startu zawodnika sklasyfikowanego w pierwszej dziesiątce klasyfikacji generalnej, automatyczną kwalifikację uzyskuje kolejny zawodnik spoza czołowej dziesiątki.
W przypadku kwalifikacji do konkursów Turnieju Czterech Skoczni rezultaty skoczków z prawem automatycznego awansu do zawodów głównych również wliczane są do wyników serii kwalifikacyjnej, ponieważ na jej podstawie ustalane są pary zawodników w ramach systemu KO.
Nie przeprowadza się ponadto kwalifikacji do ostatniego konkursu indywidualnego w sezonie (tzw. finału Pucharu Świata), w którym prawo startu mają wyłącznie najlepszych 30 zawodników klasyfikacji generalnej PŚ. Jeśli kraj organizujący tę rywalizację ma mniej niż 4 skoczków w tej grupie, może wystawić dodatkowo tylu zawodników, aby wypełnić ten limit.
| Nr  | Data kwalifikacji                   | Data konkursu     | Miejsce                | Zawodnik                    | Źr.    |
| --- | ----------------------------------- | ----------------- | ---------------------- | --------------------------- | ------ |
| 1.  | 20 listopada 2015 22 listopada 2015 | 22 listopada 2015 | Klingenthal            | Johann André Forfang        | [ 18 ] |
| 2.  | 4 grudnia 2015 5 grudnia 2015       | 5 grudnia 2015    | Lillehammer            | kwalifikacje odwołane       |        |
| 3.  | 6 grudnia 2015                      | 6 grudnia 2015    | Lillehammer            | Roman Koudelka              | [ 19 ] |
| 4.  | 11 grudnia 2015                     | 12 grudnia 2015   | Niżny Tagił            | Anders Fannemel             | [ 20 ] |
| 5.  | 13 grudnia 2015                     | 13 grudnia 2015   | Niżny Tagił            | Joachim Hauer               | [ 21 ] |
| 6.  | 18 grudnia 2015                     | 19 grudnia 2015   | Engelberg              | Anže Lanišek                | [ 22 ] |
| 7.  | 20 grudnia 2015                     | 20 grudnia 2015   | Engelberg              | Anders Fannemel             | [ 23 ] |
| 8.  | 28 grudnia 2015                     | 29 grudnia 2015   | Oberstdorf             | Peter Prevc                 | [ 24 ] |
| 9.  | 31 grudnia 2015                     | 1 stycznia 2016   | Garmisch-Partenkirchen | Peter Prevc                 | [ 25 ] |
| 10. | 2 stycznia 2016                     | 3 stycznia 2016   | Innsbruck              | Michael Hayböck             | [ 26 ] |
| 11. | 5 stycznia 2016                     | 6 stycznia 2016   | Bischofshofen          | Kenneth Gangnes             | [ 27 ] |
| 12. | 8 stycznia 2016                     | 10 stycznia 2016  | Willingen              | Jurij Tepeš                 | [ 28 ] |
| 13. | 22 stycznia 2016                    | 24 stycznia 2016  | Zakopane               | Kamil Stoch                 | [ 29 ] |
| 14. | 29 stycznia 2016                    | 30 stycznia 2016  | Sapporo                | Dawid Kubacki Taku Takeuchi | [ 30 ] |
| 15. | 31 stycznia 2016                    | 31 stycznia 2016  | Sapporo                | Joachim Hauer               | [ 31 ] |
| 16. | 5 lutego 2016                       | 7 lutego 2016     | Oslo                   | Stefan Hula                 | [ 32 ] |
| 17. | 9 lutego 2016                       | 10 lutego 2016    | Trondheim              | Daiki Itō                   | [ 33 ] |
| 18. | 13 lutego 2016                      | 13 lutego 2016    | Vikersund              | Taku Takeuchi               | [ 34 ] |
| 19. | 14 lutego 2016                      | 14 lutego 2016    | Vikersund              | Joachim Hauer               | [ 35 ] |
| 20. | 19 lutego 2016                      | 19 lutego 2016    | Lahti                  | Manuel Poppinger            | [ 36 ] |
| 21. | 21 lutego 2016                      | 21 lutego 2016    | Lahti                  | Dawid Kubacki               | [ 37 ] |
| 22. | 22 lutego 2016                      | 23 lutego 2016    | Kuopio                 | Kamil Stoch                 | [ 38 ] |
| 23. | 26 lutego 2016                      | 27 lutego 2016    | Ałmaty                 | Maciej Kot                  | [ 39 ] |
| 24. | 28 lutego 2016                      | 28 lutego 2016    | Ałmaty                 | Taku Takeuchi               | [ 40 ] |
| 25. | 3 marca 2016                        | 4 marca 2016      | Wisła                  | Roman Koudelka              | [ 41 ] |
| 26. | 5 marca 2016                        | 5 marca 2016      | Wisła                  | kwalifikacje odwołane       |        |
| 27. | 11 marca 2016                       | 12 marca 2016     | Titisee-Neustadt       | Domen Prevc                 | [ 42 ] |
| 28. | 13 marca 2016                       | 13 marca 2016     | Titisee-Neustadt       | kwalifikacje odwołane       |        |
| 29. | 18 marca 2016                       | 18 marca 2016     | Planica                | Maciej Kot                  | [ 43 ] |

## Liderzy klasyfikacji generalnej Pucharu Świata
Pozycja lidera Pucharu Świata należy do zawodnika, który w dotychczas rozegranych zawodach zgromadził najwięcej punktów do klasyfikacji generalnej cyklu. W przypadku równej liczby punktów, liderem Pucharu Świata jest ten zawodnik, który ma na swoim koncie więcej wygranych konkursów. W konkursie indywidualnym inaugurującym nowy sezon żółty plastron, przeznaczony dla lidera, nosił Severin Freund – zwycięzca poprzedniej edycji PŚ.
| Nr | Zawodnik           | Data objęcia pozycji lidera | Miejscowość | Data utraty pozycji lidera | Miejscowość           | Liczba konkursów |
| -- | ------------------ | --------------------------- | ----------- | -------------------------- | --------------------- | ---------------- |
| 1. | Daniel-André Tande | 22 listopada 2015           | Klingenthal | 5 grudnia 2015             | Lillehammer           | 1                |
| 2. | Severin Freund     | 5 grudnia 2015              | Lillehammer | 13 grudnia 2015            | Niżny Tagił           | 3                |
| 3. | Peter Prevc        | 13 grudnia 2015             | Niżny Tagił | Triumfator PŚ 2015/16      | Triumfator PŚ 2015/16 | 24               |

## Liderzy klasyfikacji generalnej Pucharu Narodów
Pozycja lidera Pucharu Narodów należy do kraju, który w dotychczas rozegranych zawodach zgromadził najwięcej punktów do klasyfikacji generalnej cyklu. W konkursie drużynowym inaugurującym nowy sezon żółty plastron, przeznaczony dla reprezentantów państwa prowadzącego w klasyfikacji, nosili Niemcy – zwycięzcy poprzedniej edycji PN.
| Nr | Państwo  | Data objęcia pozycji lidera | Miejscowość | Data utraty pozycji lidera | Miejscowość           | Liczba konkursów |
| -- | -------- | --------------------------- | ----------- | -------------------------- | --------------------- | ---------------- |
| 1. | Niemcy   | 21 listopada 2015           | Klingenthal | 23 stycznia 2016           | Zakopane              | 14               |
| 2. | Norwegia | 23 stycznia 2016            | Zakopane    | Triumfator PN 2015/16      | Triumfator PN 2015/16 | 21               |

## Kwoty startowe
Na podstawie Światowej Listy Rankingowej (WRL) wyznaczono kwoty startowe dla poszczególnych krajów na dane periody Pucharu Świata 2015/2016. Kwota oznacza maksymalną liczbę reprezentantów, którą dany kraj ma prawo wystawić w zawodach. Poniższy wykaz przedstawia kwoty startowe przysługujące danym krajom w poszczególnych periodach. Państwa, których nie podano w poniższej tabeli, mogą wystawić do każdego konkursu co najwyżej 2 skoczków. W przypadku, gdy w dany weekend rozgrywane są zawody indywidualne i drużynowe, każdy kraj mający kwotę niższą niż 4 skoczków, wyjątkowo może wystawić do konkursu indywidualnego 4 zawodników posiadających prawo startu w PŚ.
| Letnie Grand Prix |               |       |               |       |               |       |               |       |               |
| Kwota             | Reprezentacja | Kwota | Reprezentacja | Kwota | Reprezentacja | Kwota | Reprezentacja | Kwota | Reprezentacja |
| 7                 | Norwegia      | 7     | Niemcy        | 7     | Austria       | 7     | Norwegia      | 7     | Austria       |
| 7                 | Polska        | 7     | Słowenia      | 6     | Słowenia      | 7     | Niemcy        | 7     | Polska        |
| 6                 | Słowenia      | 7     | Norwegia      | 6     | Polska        | 7     | Słowenia      | 6     | Japonia       |
| 6                 | Niemcy        | 6     | Japonia       | 6     | Norwegia      | 6     | Polska        | 6     | Norwegia      |
| 6                 | Austria       | 5     | Polska        | 6     | Japonia       | 6     | Japonia       | 6     | Niemcy        |
| 6                 | Japonia       | 5     | Austria       | 6     | Niemcy        | 5     | Austria       | 6     | Słowenia      |
| 4                 | Szwajcaria    | 4     | Szwajcaria    | 4     | Szwajcaria    | 4     | Czechy        | 4     | Rosja         |
| 4                 | Finlandia     | 4     | Czechy        | 4     | Rosja         | 4     | Szwajcaria    | 4     | Czechy        |
| 4                 | Czechy        | 4     | Rosja         | 4     | Czechy        | 4     | Rosja         | 4     | Szwajcaria    |
| 4                 | Rosja         | 3     | Finlandia     | 3     | Finlandia     | 3     | Francja       | 3     | Francja       |
| 3                 | Francja       | 3     | Francja       | 3     | Francja       | 3     | Finlandia     | 3     | Finlandia     |

### Grupa krajowa
Państwo będące gospodarzem zawodów mogło dwa razy w sezonie wystawić dodatkowo (w kwalifikacjach) grupę krajową, składającą się maksymalnie z 6 skoczków. W tabeli poniżej podano liczbę jej członków (o ile wykorzystano ten przywilej).
| Klingenthal HS140 | Lillehammer HS100 | Lillehammer HS100 | Niżny Tagił HS134 | Niżny Tagił HS134 | Engelberg HS137 | Engelberg HS137 | Oberstdorf HS137 | Garmisch-Partenkirchen HS140 | Innsbruck HS130 | Bischofshofen HS140 | Willingen HS145 | Zakopane HS134 | Sapporo HS134 | Sapporo HS134 | Trondheim HS140 | Vikersund HS225 | Vikersund HS225 | Vikersund HS225 | Lahti HS130 | Lahti HS100 | Kuopio HS127 | Ałmaty HS140 | Ałmaty HS140 | Wisła HS134 | Titisee-Neustadt HS142 | Planica HS225 | Planica HS225 | Planica HS225 |
| ----------------- | ----------------- | ----------------- | ----------------- | ----------------- | --------------- | --------------- | ---------------- | ---------------------------- | --------------- | ------------------- | --------------- | -------------- | ------------- | ------------- | --------------- | --------------- | --------------- | --------------- | ----------- | ----------- | ------------ | ------------ | ------------ | ----------- | ---------------------- | ------------- | ------------- | ------------- |
| –                 | 6                 | –                 | 6                 | 6                 | 1               | 1               | 6                | 6                            | 6               | 6                   | –               | 6              | 6             | 6             | –               | 6               | –               | –               | 6           | 6           | –            | 2            | 2            | 6           | –                      | 6             | 6             | –             |

### Informacje o periodach
- I period: Letnie Grand Prix
- II period: Letnie Grand Prix
- III period: 21 listopada – 20 grudnia (7 konkursów indywidualnych i 1 drużynowy)
- IV period: 29 grudnia – 10 stycznia (5 konkursów indywidualnych i 1 drużynowy)
- V period: 23 stycznia – 31 stycznia (3 konkursy indywidualne i 1 drużynowy)
- VI period: 6 lutego – 28 lutego (9 konkursów indywidualnych i 2 drużynowe)
- VII period: 4 marca – 20 marca (5 konkursów indywidualnych i 1 drużynowy)